# Virreinato del Perú
El virreinato del Perú, oficialmente reino del Perú, fue una entidad territorial del Imperio español, creada  en el año 1542 por la Corona española, con capital en Lima, durante su dominio en el Nuevo Mundo. Sus fronteras se establecieron por primera vez el 13 de septiembre de 1543. Durante sus primeros dos siglos, su territorio comprendía casi toda América del Sur, incluyendo Panamá y algunas islas de Oceanía, con excepción de Venezuela, que dependía del virreinato de Nueva España, y los territorios al este de la línea del Tratado de Tordesillas, bajo dominio del Imperio portugués.
A partir del siglo XVIII, con las Reformas Borbónicas, su territorio sufrió importantes reducciones. En 1717, se creó el virreinato de Nueva Granada al norte. En 1776, se creó el virreinato del Río de la Plata al sur. Al mismo tiempo, el virreinato del Brasil expandió sus fronteras en la Amazonia. En 1798, la capitanía general de Chile se separó del virreinato, consolidando su autonomía.
A pesar de las pérdidas territoriales, a principios del siglo XIX el virreinato del Perú era todavía la principal posesión de la Monarquía Hispánica en América del Sur, al tratarse de una de sus principales fuentes de riqueza.Sin embargo, al final del periodo virreinal, casi el ochenta por ciento del total de los caudales americanos provenían del virreinato de Nueva España.
Las guerras de independencia hispanoamericanas pusieron fin al virreinato del Perú. Desde inicios de la contienda, el virreinato mantuvo su compromiso con la integridad de la Monarquía Hispánica, enviando expediciones para sofocar las juntas de gobierno insurgentes que se formaron en sus territorios fronterizos. Durante esta primera etapa, que comienza en 1810, se produjeron conspiraciones y levantamientos autónomos peruanos que fueron sofocados por el Ejército Real del Perú. En 1820, la sublevación de las tropas que conformaban la Gran Expedición que se preparaba en España, frustró las esperanzas realistas de recibir refuerzos.
El apoyo de las ya independizadas Provincias Unidas del Río de la Plata liderado por el general José de San Martín, permitió la independencia de la capitanía general de Chile y posteriormente dirigir una expedición militar que atacaría Perú desde el Sur para lograr su independencia, la que se declaró el 28 de julio de 1821. Tras el estancamiento de la guerra, San Martín cedió la iniciativa al general venezolano Simón Bolívar, quien dirigió una campaña militar contra el virreinato desde el norte, una vez consolidada la independencia de Nueva Granada.
La capitulación de Ayacucho, firmada el 9 de diciembre de 1824, marcó el fin del esfuerzo militar realista, por la que las autoridades virreinales reconocían su derrota y la independencia del Perú. Sin embargo, aislados y sin apoyo, los últimos reductos realistas, como la Fortaleza del Real Felipe en Callao y el archipiélago de Chiloé, finalmente caerían en 1826. Previamente en 1788 Chiloé había vuelto a depender de la Capitanía General de Chile de iure, sin llevarse a la prácitca y a su vez Chile en su conjunto dejó de depender del virreinato del Perú en 1798.

## Historia

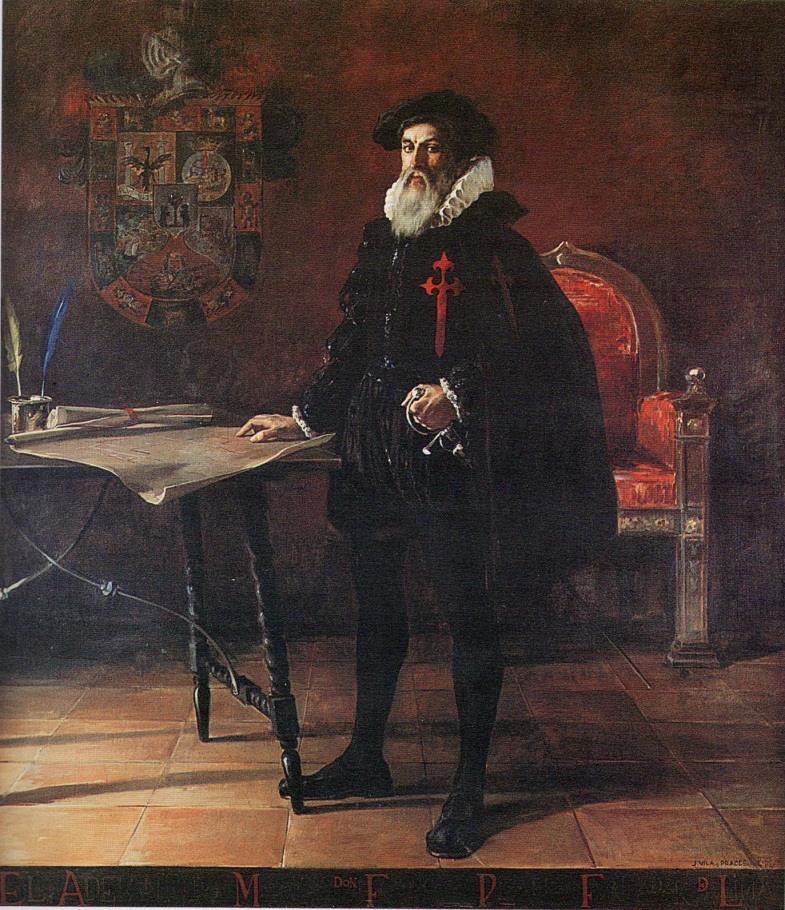
El marqués Francisco Pizarro fue adelantado y primer gobernador de Nueva Castilla, que fue la base territorial sobre la cual se asentó y expandió el virreinato.

### Antecedentes
Con la captura y secuestro del Inca Atahualpa por la hueste dirigida por  Francisco Pizarro en la ciudad del Cajamarca en 1532, se inició la conquista del Perú. Aunque la total y absoluta derrota de los incas ocurrirá hasta 1572, gracias a la ayuda de sus aliados indígenas (huancas, caxamalcas, chancas, huaylas etc) los españoles llegarán a fundar una serie de ciudades y a establecer políticamente la Gobernación de Nueva Castilla, que abarcaría la parte central del virreinato del Perú, en el área dominada hasta ese momento por el Imperio inca. La ayuda de los Huancas en la sierra central-que enfrentó a los ejércitos liderados por Manco Inca y sus generales- y de los Huaylas -que evitaron la toma de Lima- fue esencial para los españoles asentados en la costa (especialmente en Lima) puedan consolidar su establecimiento.

### Creación del virreinato
Dentro del proceso donde se desarrolló la caída del Imperio incaico, se desató un conflicto entre los conquistadores. Para concluirla, el 20 de noviembre de 1542, el rey Carlos I de España firmó en Barcelona por Real Cédula las llamadas Leyes Nuevas, un conjunto legislativo para las Indias entre las cuales dispuso la creación del virreinato del Perú en reemplazo de las antiguas gobernaciones de Nueva Castilla y Nueva Toledo, al tiempo que la sede de la Real Audiencia de Panamá fue trasladada a la Ciudad de los Reyes o Lima, capital del nuevo virreinato.

y te ordenamos y mandamos que en las provincias o reinos del Perú resida un virrey y una audiencia real de cuatro oidores letrados y el dicho virrey presida en la dicha audiencia la cual residirá en la ciudad de los reyes por ser en la parte más convenible porque de aquí adelante no ha de haber audiencia en panamá.
 Leyes Nuevas

El flamante virreinato comprendió en un inicio y durante casi trescientos años gran parte de Sudamérica y el istmo de Panamá, bajo diversas formas de control o supervigilancia de sus autoridades. Abarcaba una inmensa superficie que correspondía a los actuales territorios que forman parte de las repúblicas de Argentina, Uruguay, Paraguay, Bolivia, Colombia, Chile, Ecuador, Panamá, Perú y toda la región oeste, sureste y sur del Brasil. Quedaban exceptuadas Venezuela, bajo jurisdicción del virreinato de Nueva España a través de la Real Audiencia de Santo Domingo, y Brasil, que integraba el Imperio portugués.
Fue su primer virrey Blasco Núñez Vela, nombrado por real cédula del 1 de marzo de 1543. Sin embargo, no pudo ejercer la autoridad real debido a los enfrentamientos entre los partidarios de Francisco Pizarro y Diego de Almagro por el dominio del Perú, y pereció asesinado por Gonzalo Pizarro. El asesinato de la primera autoridad del rey produjo mucha consternación en España; la Corona dispuso castigar severamente a quien había atentado contra el virrey, el representante del rey en territorios conquistados. Para ello, Carlos I envió a Pedro de la Gasca con el título de Pacificador para solucionar esta situación. Ya en el Perú, La Gasca, seguro de haber infundido la semilla de la traición entre los partidarios de Gonzalo Pizarro, se enfrentó al conquistador cerca del Cuzco, en 1548. Gonzalo Pizarro vio a sus capitanes pasarse al bando de la Gasca y la derrota para él resultó aplastante. Conducido a la ciudad del Cuzco, fue ejecutado por delito de alta traición al rey. Unos años después, en 1551, fue nombrado virrey Antonio de Mendoza y Pacheco, luego de haber ejercido el cargo en el virreinato novohispano.

### El virrey Álvarez de Toledo

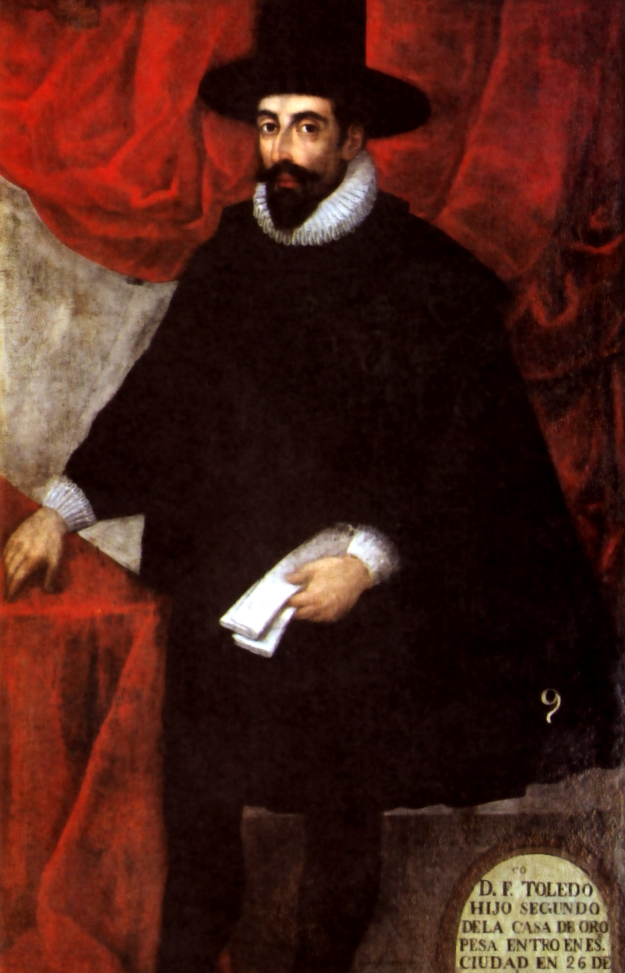
Francisco Álvarez de Toledo, virrey del Perú, fue el gran ordenador y organizador del virreinato.

Tras casi cuarenta años de desorden administrativo, el virreinato peruano encontró a un eficiente conductor en el virrey Francisco Álvarez de Toledo, quien, entre 1569 y 1581, logró establecer el marco político-administrativo que rigió por muchos años en el Perú virreinal.
Apenas llegado a tierras peruanas, Francisco Álvarez de Toledo se informó de todo cuanto había sucedido en el virreinato y de cuáles habían sido las políticas seguidas hasta ese momento. Reconoció la inexistencia de un adecuado sistema tributario, pues no había un registro del total de habitantes del virreinato. Álvarez de Toledo realizó personalmente varias extensas visitas generales a distintas partes del virreinato y, por primera vez, se tuvo registro de los recursos humanos y naturales del Perú. Tras saber el número de posibles tributarios, estableció las reducciones, pueblos indígenas en los que se agrupaba a un número de alrededor de quinientas familias. Así se sabía con exactitud la cantidad de tributo que debían entregar.
El virrey Álvarez de Toledo impulsó la distribución del trabajo indígena por medio de la mita. Mediante el empleo de esta se proveyó de mano de obra a las ricas minas de Potosí, provincia de Charcas, productoras de inmensas cantidades de mineral de plata, y a Huancavelica, de la que se extraía mercurio o azogue, necesario para la purificación argentífera, con lo que se logró convertir al Perú en uno de los centros más importantes de producción de plata en el mundo.
Francisco Álvarez de Toledo fue el virrey más destacado del Perú, ya que, debido a sus éxitos alcanzados como funcionario, sentó las bases del virreinato peruano, pues consiguió la ordenación administrativa del gobierno y la legalidad política de todo su amplio territorio.

### El ciclo de la plata

Audiencias del virreinato del Perú, hacia 1650:
- Real Audiencia de Panamá
- Real Audiencia de Santa Fe de Bogotá
- Real Audiencia de Quito
- Real Audiencia de Lima
- Real Audiencia de La Plata de los Charcas
- Real Audiencia de Santiago de Chile.

Entre 1580 y 1650, el sistema económico mercantilista se implantó definitivamente en el Perú con el surgimiento de la gran minería gracias a la explotación de las vetas argentíferas de Potosí mediante amalgamación con el azogue de Huancavelica.
En lo militar el virreinato del Perú financió y apoyó militarmente, por medio del real situado y el envío de soldados y provisiones desde el Perú, las campañas contra los mapuches en la Guerra de Arauco que se extendió por gran parte del período virreinal. Solamente en el año 1662 fueron enviados 950 soldados y 300 000 pesos para los gastos de guerra, de igual manera del virreinato peruano partieron las directivas generales para la conducción de la campaña como fue la que envió el virrey Príncipe de Esquilache ordenando una guerra defensiva contra los nativos americanos y la prohibición del servicio personal de estos.
La fortificación del puerto del Callao y la manutención de una fuerza naval para defender al vasto territorio de incursiones de corsarios y piratas fue también responsabilidad de los sucesivos virreyes del Perú.

### Las reformas borbónicas

Imperios español y portugués en 1790.

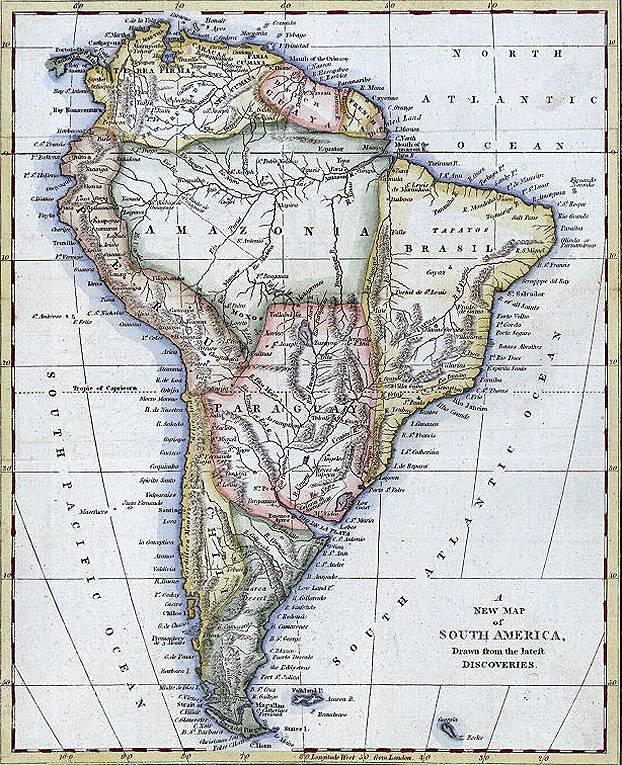
Mapa de 1730, cuando el imperio no tenía control territorial de la patogonia o el amazonas.

En el siglo XVIII, destacaron las figuras de los virreyes que introdujeron las Reformas Borbónicas, medidas impuestas por la Casa de Borbón, especialmente Manuel de Amat y Junyent, que gobernó entre 1761 y 1776, Manuel Guirior, entre 1776 y 1780, Agustín de Jáuregui, entre 1780 y 1784 y Teodoro de Croix, entre 1784 y 1790, destinadas a revitalizar la administración virreinal con actuaciones como la incorporación del sistema de intendencias. Con ellos se intentó profesionalizar el gobierno, sustituyendo las inoperantes figuras de los corregidores y los alcaldes mayores, dedicando especial interés a todo lo relacionado con la hacienda.
La reorganización territorial llevada a cabo a lo largo de ese siglo implicó desmembrar dos vastas regiones del virreinato peruano para conformar con ellas otros dos nuevos virreinatos: el virreinato de Nueva Granada en 1717, restaurado en 1739 tras un periodo de supresión, y luego el virreinato del Río de la Plata, creado en 1776. Estas pérdidas de territorio supusieron la pérdida de protagonismo del virreinato del Perú como centro económico de España en Sudamérica aunque continuó siendo el bien más valioso de la Corona, debido a su poder político, social y cultural.
La posterior política económica de los Borbones, que permitió el comercio directo entre los puertos españoles y diversos puertos sudamericanos (Maracaibo, Guayaquil, Arica, Valparaíso, etc.), redujo el tráfico comercial a través del puerto del Callao y afectó a las rentas del virreinato, que tras la separación del Río de la Plata quedó confinado a las rutas comerciales secundarias del océano Pacífico, mientras que el tráfico comercial más lucrativo (el del océano Atlántico) quedaba bajo dominio de los puertos de Buenos Aires o Cartagena de Indias, fuera de la influencia del virreinato peruano.
La ciudad de Lima, antaño principal ciudad de Sudamérica y poseedora de una vida cortesana y comercial comparable a la de la propia Madrid, perdió gran parte de su antigua riqueza en la segunda mitad del siglo XVIII, a lo cual se unió la continua merma de los ricos depósitos de plata de Potosí que habían sustentado la economía virreinal durante dos siglos, hasta que todo el territorio de Charcas, también conocido como Alto Perú (actual Bolivia) quedó unido al virreinato rioplatense en 1776. Los últimos años del mencionado siglo, si bien generaron una administración más eficiente y un mejor manejo de los recursos del virreinato en beneficio de España, mostraron un serio declive de la riqueza general del virreinato peruano.
La expulsión de los jesuitas en 1768 ocasionó que el territorio de la Comandancia General de Maynas, perteneciente al virreinato de Nueva Granada, cayera en un casi total abandono, dadas las dificultades de acceso, lo cual hizo temer a la Corona su pérdida debido a la política expansionista de los portugueses en la cuenca amazónica. El rey encargó al antiguo gobernador de Maynas, Francisco Requena, que realizara un informe sobre la situación del citado territorio. Requena informó que los funcionarios civiles y eclesiásticos de Quito y Bogotá estaban en situación de no poder ocuparse de la región, por lo que sugirió que esta fuera reincorporada al virreinato del Perú junto con el Gobierno de Quijos, y que se estableciera un obispado de misiones allí.

Plano general del Reyno del Perú en la America Meridional de Andrés Baleato (1796). Sus confines son por el N. con el Virreynato de Santa Fé, por el NE con los indios infieles de una gran Pampa que nombran del Sacramento; por el E con los de Pajonal; por el SE con el Virreynato de Buenos Aires de quien lo divide la cordillera de Vilcanota; por el S con el Desierto de Atacama que lo separa del mismo Virreynato y del Reyno de Chile, y por toda la parte del O con el gran mar del S o Pacífico.

Teniendo en cuenta el informe de Requena, el rey dispuso el 15 de julio de 1802 crear el Obispado y la Comandancia General de Maynas. Del contenido de la cédula de 1802 se deduce claramente que su objetivo principal era detener los avances portugueses en los territorios de la Corona española.
La Real Cédula de 1802 dice:

He resuelto que tenga por segregado del virreinato de Santa Fe y de la provincia de Quito y agregado a ese virreinato el Gobierno y Comandancia General de Mainas con los pueblos del Gobierno de Quijos, excepto el de Papallacta por estar todos ellos a las orillas del río Napo o en sus inmediaciones, extendiéndose aquella Comandancia General no sólo por el río Marañon abajo, hasta las fronteras de las colonias portugueses, sino también por todos los demás ríos que entran al Marañon por sus margines septentrional y meridional como son Morona, Huallaga, Paztaza, Ucayali, Napo, Yavari, Putumayo, Yapurá y otros menos considerables, hasta el paraje en que estos mismos por sus altos y raudales dejan de ser navegables: debiendo quedar también a la misma Comandancia General los pueblos de Lamas y Moyobamba... YO EL REY

El cumplimiento efectivo de la Real Cédula de 1802 ha sido motivo de disputas posteriores entre los gobiernos del Perú, Colombia y el Ecuador. Sin embargo, el 28 de marzo de 1803 la Junta de Fortificaciones de América lo solicitó, el rey Carlos IV emitió la Real Orden del 7 de julio de 1803, por la cual en lo militar el Gobierno de Guayaquil volvió a depender del virreinato del Perú, aunque la administración mercantil de la ciudad continuó bajo el virreinato de Nueva Granada, dependiente de Cartagena de Indias.

… debe depender el gobierno de Guayaquil del virrey de Lima y no del de Santa Fe, pues éste no puede darle, como aquel en los casos necesarios, los precisos auxilios, siendo el de Lima por la facilidad y la brevedad con que puede ejecutarlo, quien le ha de enviar los correos de tropas, dinero, pertrechos, armas y demás efectos de que carece aquel territorio; y por consiguiente, se halla en el caso de vigilar mejor, y con más motivo que el de Santa Fe, …

Y con la Real cédula del 10 de febrero de 1806, el rey ratifica que la agregación del gobierno de Guayaquil al virreinato del Perú era absoluta y no solo en los asuntos militares:

El Virreinato del Perú en 1810. La capitanía general de Chile se independiza del virreinato en 1798. En 1802 se le agrega Maynas y Quijos. En 1803 se le agrega Guayaquil y el territorio del Paposo.

En vista de lo que consultan Uds. en carta de 25 de marzo del año próximo anterior, sobre la provincia de Guayaquil, a consecuencia de la agregación al virreinato de Lima, debe depender de la parte mercantil de ese consulado o del de dicho Lima; se ha servido Su Majestad, declarar que la agregación es absoluta; y por consiguiente, que la parte mercantil debe depender del mencionado consulado de Lima y no de ése.

### Emancipación
A partir de los inicios del siglo XIX, se produjeron los estallidos revolucionarios en la América española. El virrey José Fernando de Abascal y Sousa hizo del virreinato peruano el baluarte, reducto y centro de la contrarrevolución en favor de la monarquía; desde este virreinato se contuvo el avance de la revolución argentina, se reconquistó Chile y se sofocaron los levantamientos de Quito. También fueron reprimidos todos los intentos revolucionarios —en particular, la rebelión del Cuzco— y toda manifestación de signo independentista en el propio virreinato. Sin embargo, Guayaquil se proclamó Estado independiente en 1820 y recibió la ayuda gran colombiana del general Simón Bolívar.

### Fin del virreinato

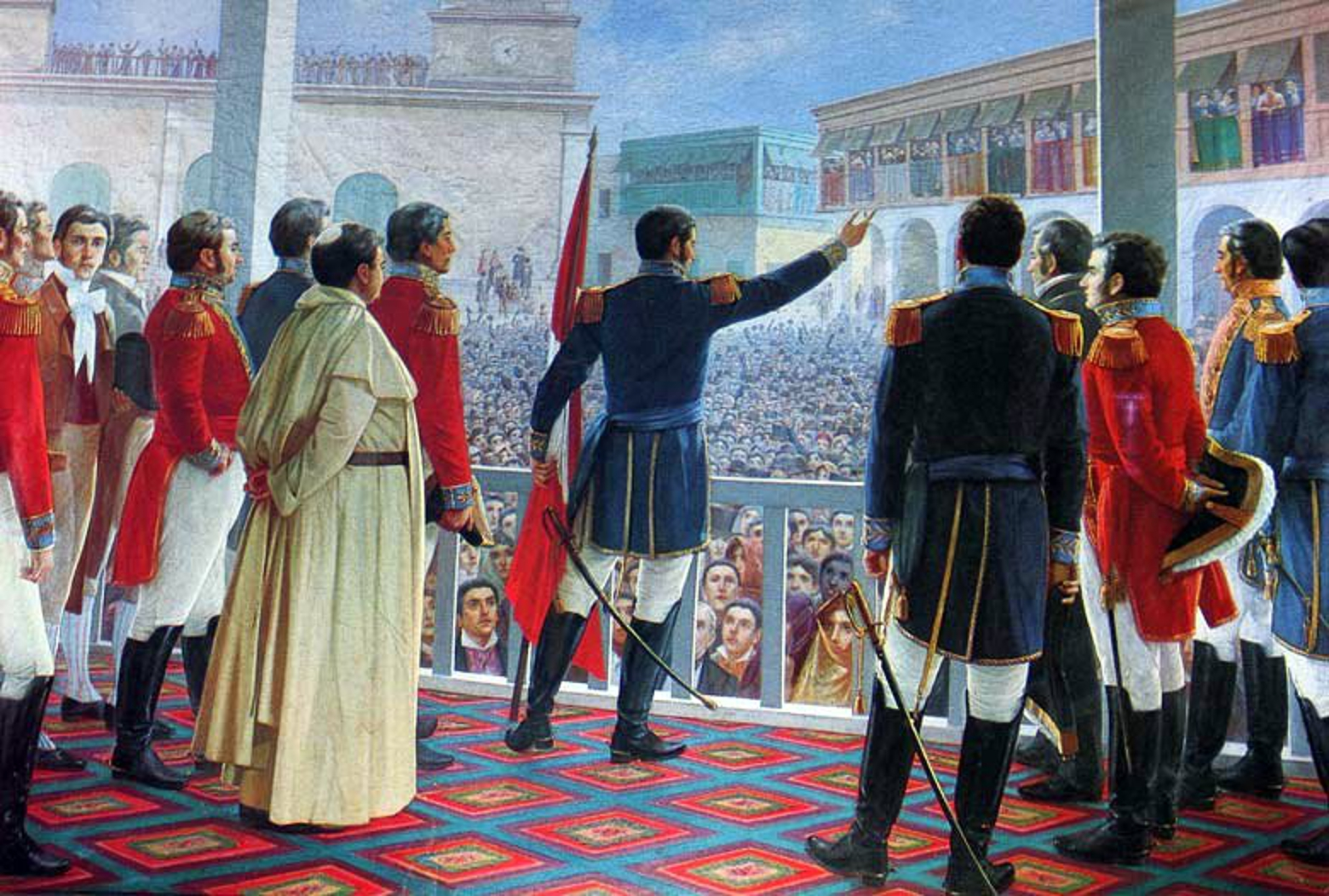
Proclamación de la Independencia del Perú, por parte del general rioplatense José de San Martín. Óleo de Juan Lepiani.

Después de la victoria del Ejército de los Andes sobre los realistas, Chile declaró su independencia en 1818 y organizó junto con las Provincias Unidas del Río de la Plata una expedición militar al mando del Libertador general José de San Martín, la cual desembarcó en el puerto de Pisco (al sur de Lima) el 8 de septiembre de 1820. A partir de ese momento, diversas provincias y pueblos del Perú empezaron a declarar su independencia de España, tales como Huamanga, Tarma, Lambayeque, Ferreñafe, Trujillo y Cajamarca. Finalmente, en 1821 San Martín ocupó la capital virreinal (Lima) y proclamó la Independencia del Perú el 28 de julio de ese mismo año.
La sede virreinal fue trasladada al Cuzco y el virreinato español del Perú se mantuvo en los territorios no independizados hasta el año 1824, en que —tras la batalla de Ayacucho— se firmó la Capitulación de Ayacucho entre el general José de Canterac y Antonio José de Sucre al mando de las fuerzas militares revolucionarias, dando fin al virreinato del Perú. La capitulación fue aceptada sin resistencia por Pío Tristán a la cabeza del gobierno del virreinato a la llegada al Cuzco del Ejército Libertador tres semanas más tarde. El 7 de abril de 1825 el Alto Perú se independizó como República de Bolívar. En enero de 1826 se puso fin a toda resistencia militar en Chiloé y en El Callao.

## Expediciones de exploración y Campañas militares en el Perú Imperial
- Expediciones navales de exploración de España
- Conquista del Imperio incaico
- Rebelión de Manco Inca, Tiso Yupanqui y Vila Oma
  - Sitio del Cuzco
  - Cerco de Lima
  - Batalla de Ollantaytambo
- Conquista de la Nueva Granada
  - Expedición de Sebastián de Belalcázar
- Conquista de Bolivia
  - Expedición de Almagro a Bolivia
- Expedición de Grijalva al Pacífico ecuatorial
- Conquista de Chile
  - Expedición de Almagro a Chile
  - Expedición de Pedro de Valdivia a Chile
- Guerra civil entre los conquistadores del Perú
  - Gran Rebelión de Encomenderos
- Expedición del río AmazonasRuta del primer viaje europeo por el río Amazonas (1541-1542) por Francisco de Orellana desde la Real Audiencia de Quito (parte del Virreinato Peruano en ese entonces).

Ruta del primer viaje europeo por el río Amazonas (1541-1542) por Francisco de Orellana desde la Real Audiencia de Quito (parte del Virreinato Peruano en ese entonces).

- Incursiones Bandeirantes desde el Brasil
  - Expedición dirigida por Antônio Raposo Tavares
  - Expedición de Luis Pedroso de Barros
- Rebeliones comuneras de Paraguay
  - Primera Revolución Comunera
  - Rebelión Comunera paraguaya de 1649-1650
  - Segunda revolución comunera de Paraguay
- Guerra de Arauco
  - Exploraciones en la Patagonia insular occidental durante la colonia
  - Alzamiento Mapuche de 1655
  - Rebelión huilliche de 1712
  - Rebelión mapuche de 1723
  - Levantamiento Mapuche de 1766
  - Levantamiento Huilliche de 1792
- Expedición de Francisco de Ulloa (1553)
- Expedición de Juan Ladrillero (1557)
- Expediciones durante el gobierno del virrey Andrés Hurtado de Mendoza
- Expediciones durante el gobierno del virrey Diego López de Zúñiga y Velasco
  - Rebelión de Lope de Aguirre
- Conquista y colonización española de la Argentina
  - Expediciones en Tucumán
  - Corriente colonizadora del oeste
  - Corriente colonizadora del norte)
- Guerras calchaquíes
- Campañas de pacificación durante el gobierno del virrey Francisco de Toledo
  - Conquista de los Incas de Vilcabamba
- Guerra hispano-chiriguana
  - Expedición de Andrés Manso
  - Expedición de Ñuflo de Chaves
- Guerras de Bayano
- Expediciones españolas a las islas Salomón y Vanuatu
  - Primera expedición española a las Salomón (patrocinada por el gobernador del Perú, Lope García de Castro)
  - Segundo viaje de Álvaro de Mendaña y Neyra
  - Expedición a Vanuatu y Australia de Pedro Fernández de Quirós y Luis Váez de Torres

Exploraciones y rutas españolas en el océano Pacífico entre 1520 y 1794. Se puede ver que el Callao fue punto de partida para casi todas las expediciones hacia Oceanía.

- Expedición de Juan Jufré de Loayza y Juan Fernández a la Polinesia y Nueva Zelanda
- Circunnavegación de Pedro Ordóñez de Cevallos
- Frente hispanoamericano de la Guerra Anglo-Española
  - Expedición de Drake y Hawkins
  - Circunnavegación de Thomas Cavendish
- Expediciones a Chile hostiles a España durante la colonia
  - Expedición de John Narborough a Chile
  - Expedición Chepo
  - Combate de San Marcos de Arica
  - Fuerte San Fernando de Tenquehuén
- Frente hispanoamericano de la guerra de los Ochenta Años y la guerra de los Treinta Años
  - Piratería holandesa en Hispanoamérica
  - Expedición neerlandesa a Valdivia
  - Combate de Castro
- Expediciones durante el gobierno del virrey Luis de Velasco y Castilla
  - Expedición antártica de la Armada del Mar del Sur por Gabriel de Castilla a los Mares del Sur
- Expediciones durante el gobierno del virrey del Gaspar de Zúñiga y Acevedo
  - Expedición antártica de Pedro Fernández de Quirós hacia la Terra Australis Incognita
- Expedición García de Nodal
- Expedición de Juan García Tao (1620)
- Expedición de Bartolomé Diez Gallardo (1674-75)
- Expedición de Antonio de Vea
- Frente hispanoamericano de la guerra de los Nueve Años
  - Expedición de Cartagena (1697)
- Frente de las Indias Occidentales e hispanoamericano de la guerra de sucesión española
  - Asedio de la Colonia del Sacramento
  - Primer y Segundo Sitio de Cartagena de Indias
- Protestas y rebeliones del siglo XVIII en el Virreinato del Perú
  - Rebelión de Túpac Amaru II
  - Rebelión de Oruro
- Guerra hispano-portuguesa de 1735-1737
- Frente hispanoamericano de la guerra de sucesión austríaca (guerra del Asiento)
  - Viaje de Anson alrededor del mundoQuema del asentamiento de Paita en Perú en 1742 por parte del almirante ingles George Anson - pintura de Samuel Scott

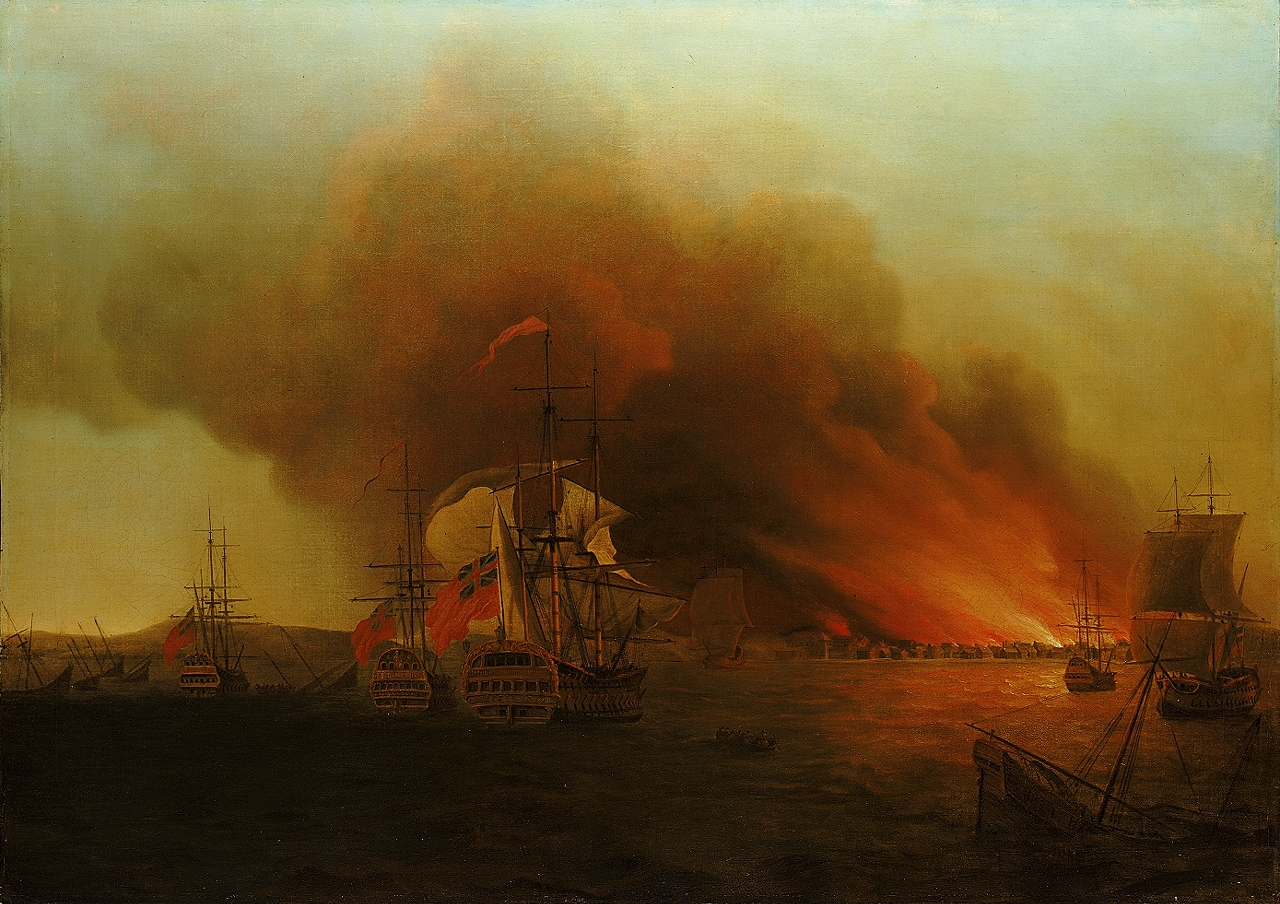
Quema del asentamiento de Paita en Perú en 1742 por parte del almirante ingles George Anson - pintura de Samuel Scott

- Expedición de Mateo Abraham Evrard a la isla Wager
- Guerra Guaranítica
- Frente hispanoamericano de la guerra de los Siete Años
  - Guerra Mojeña
  - Guerra Fantástica
    - Primera expedición de Cevallos a Río Grande
    - Invasión anglo-portuguesa al Río de la Plata (1763)
- Misión Geodésica a Perú
- Expediciones durante el gobierno del virrey Manuel de Amat y Junyent
  - Expediciones a la Isla de Pascua
  - Expediciones españolas a Tahití
- Expedición Botánica al Virreinato del Perú
- Expedición a Chile y Perú de Conrado Heuland y Cristián Heuland (hermanos Heuland), enviados por José Clavijo y Fajardo, director del Real Gabinete de Historia Natural.
- Expedición Malaspina
- Real Expedición Filantrópica de la Vacuna
- Guerras de independencia hispanoamericanas (campañas del Ejército Real del Perú y contrarrevolución del virrey José Fernando de Abascal, Joaquín de la Pezuela y José de la Serna)Entrada en la ciudad de Quito de las tropas españolas remitidas por el Virrey del Perú en 1809. Pintura atribuida a Francisco Javier Cortés.

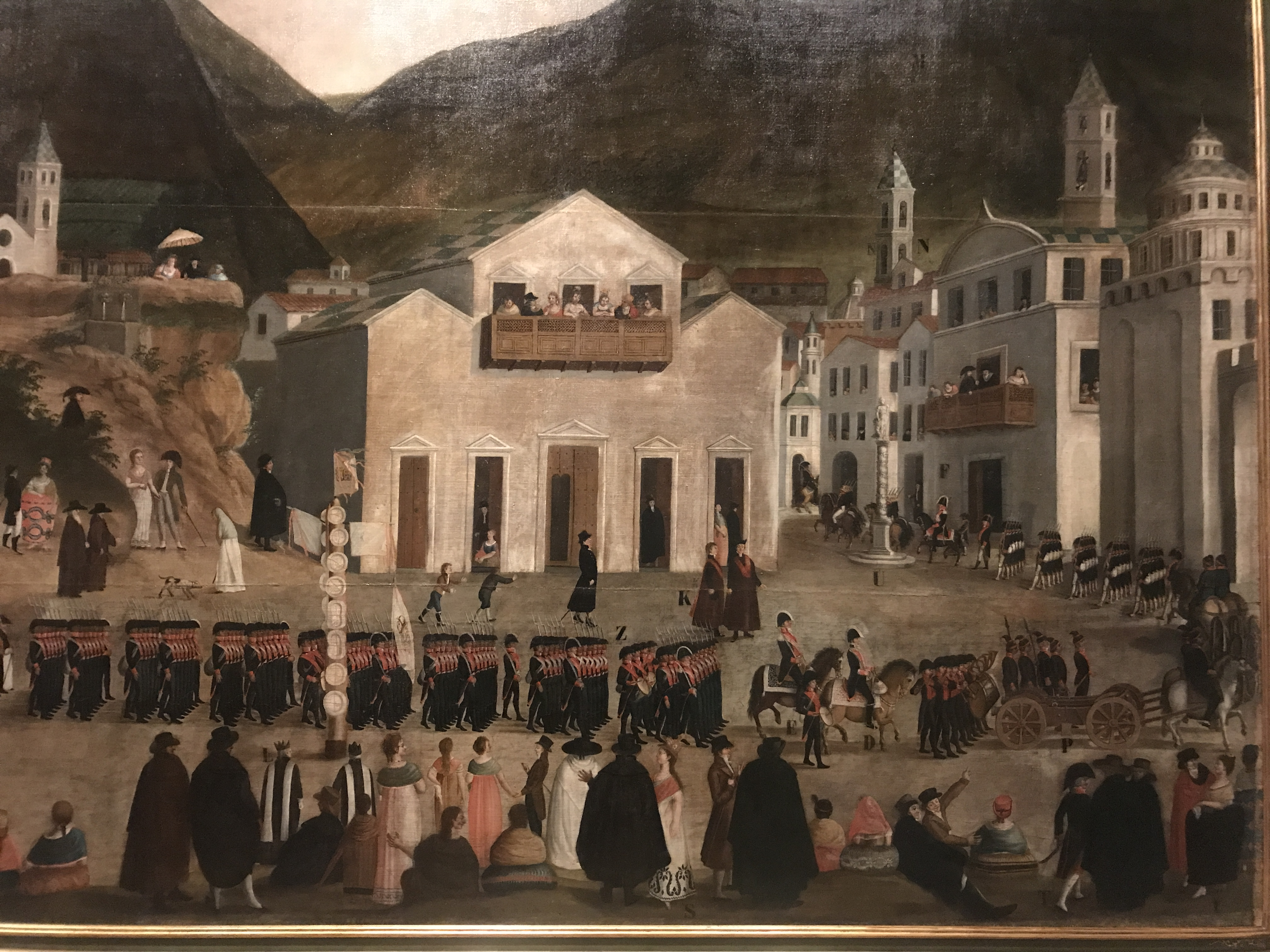
Entrada en la ciudad de Quito de las tropas españolas remitidas por el Virrey del Perú en 1809. Pintura atribuida a Francisco Javier Cortés.

  - Guerra de la Independencia de Bolivia
    - Campaña de Goyeneche en el Alto Perú (1809)

  - Guerra de Independencia de Ecuador
    - Proceso revolucionario de Quito (1809-1812)
    - Guerra de Independencia de Guayaquil

  - Guerra de la Independencia Argentina
    - Contrarrevolución de Córdoba
    - Expediciones Auxiliadoras al Alto Perú
    - Guerra gaucha
    - Invasión de De la Serna a Jujuy y Salta
    - Corsarios en la Independencia Argentina
      - Expedición corsaria de Brown al Pacífico
      - Expedición de Hipólito Bouchard

  - Guerra de la Independencia de Chile
    - Campaña de la Patria Vieja
    - Reconquista de Chile
    - Campaña de los corsarios de Chile

  - Guerra de Independencia de Colombia
    - Campaña de Nariño en el sur
    - Campañas del Sur
      - Campaña de Pasto
      - Campaña de Sucre en el Alto Perú

  - Guerra de Independencia del Perú
    - Insurrección de Tacna (1811)
    - Rebelión de Tacna de 1813
    - Rebelión de Huánuco
    - Rebelión del Cuzco
    - Guerra de Independencia de Maynas

## Organización política en el virreinato

### Organismos centrales o metropolitanos

#### El rey de España
Era la suprema autoridad en España, en las Indias y en el resto de su Imperio. Su gobierno empezó como una Monarquía tradicional, aunque tras el reformismo borbónico, empezó a caer en tendencias absolutistas. El rey tenía la capacidad de decisión y la última palabra en todo tipo de decisiones como Monarca absoluto, si bien, hasta mediados de 1700 compartía su poder a las Cortes, que manejaban los recursos públicos, aprobaban y derogaban leyes, acuñaban moneda, aceptaban o desestimaban reyes y regentes, etc; según el Fuero y regulado por los pactos sociales. En el transcurso de los tres siglos que existió el virreinato del Perú se sucedieron once monarcas agrupados en dos dinastías:

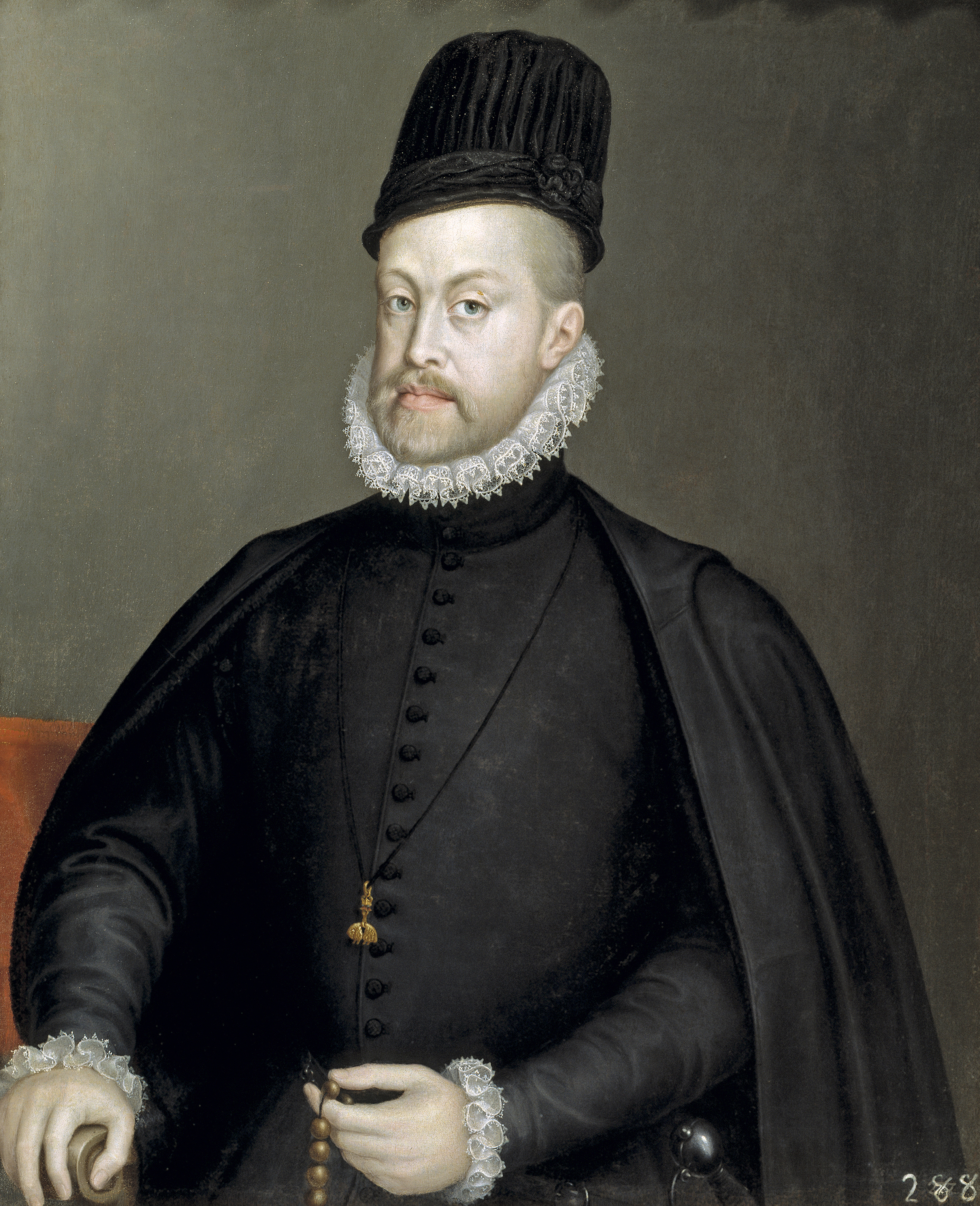
Felipe II, rey de España.

Casa de Austria (dinastía de origen austríaco, entroncada en la familia real Habsburgo)
- Carlos I (1542[4] -1556)
- Felipe II (1556-1598)
- Felipe III (1598-1621)
- Felipe IV (1621-1665)
- Carlos II (1665-1700)

Casa de Borbón (dinastía de origen francés entroncada en la familia real Bourbon)
- Felipe V (1700-1724)
- Luis I (1724)
- Felipe V (1724-1746)
- Fernando VI (1746-1759)
- Carlos III (1759-1788)
- Carlos IV (1788-1808)
- Fernando VII (1808[5] -1824[6])

#### El Consejo de Indias
El Consejo de Indias fue el máximo organismo peninsular que tenía a cargo todo lo concerniente a la política administrativa, judicial y el ejercicio del Real Patronato Indiano, en última instancia, todo aquello que pudiera presentarse en tierras de la América hispana.

### Organismos locales
Fueron organismos que funcionaron en el mismo virreinato para ejecutar las disposiciones emanadas de la España europea. Fueron los siguientes:

#### El virrey
Era el representante personal del rey de España en el virreinato: su alter ego, es decir, 'su otro yo'. Como suprema autoridad del virreinato fue el encargado de impartir justicia, administrar el tesoro público y velar por la evangelización de los indígenas. El virrey era nombrado por el rey a propuesta del Consejo de Indias, aunque muchas veces fue el mismo rey quien se encargaba de revisar los nombres de los posibles virreyes. El virrey del Perú residía en el actual Centro histórico de Lima, en el suntuoso Palacio de los Virreyes, rodeado de una brillante corte, en medio de gran lujo, riquezas y resguardado por una guardia de honor. Durante la existencia del virreinato del Perú gobernaron 40 virreyes.

#### Las audiencias

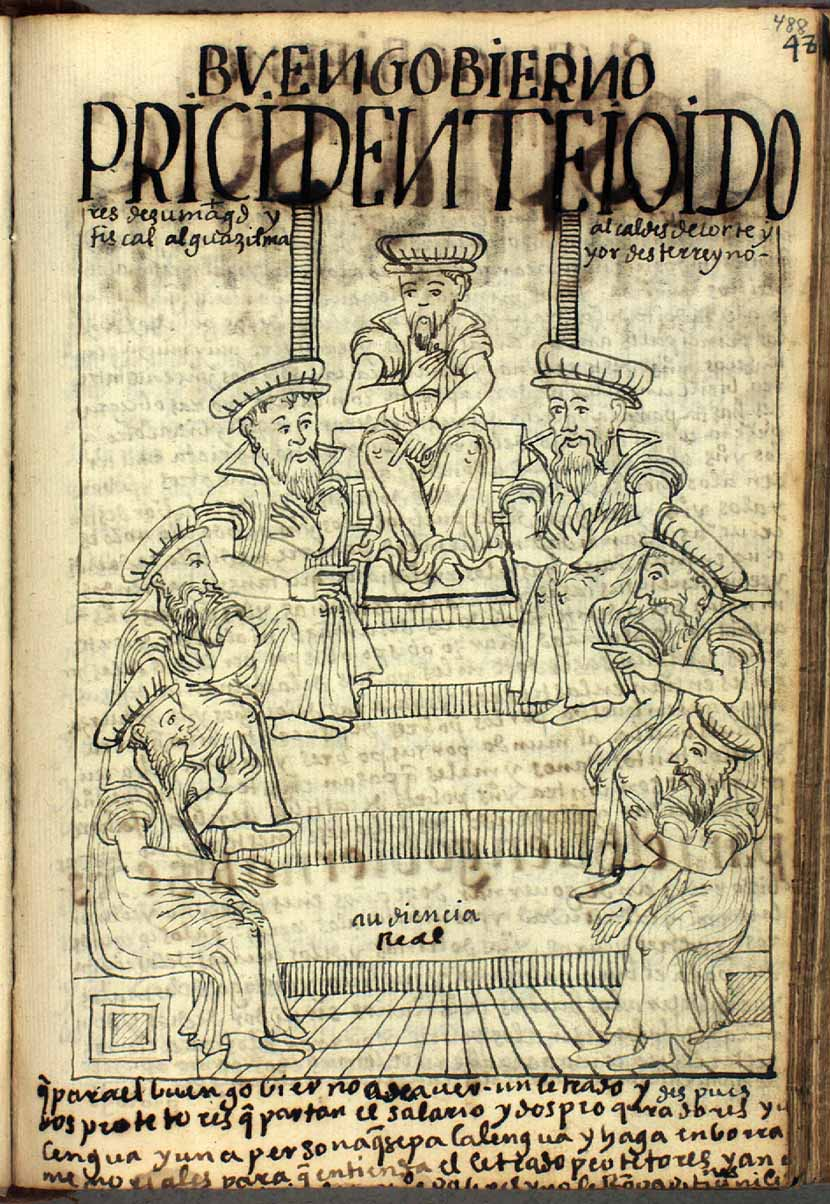
Grabado de Felipe Guamán Poma de Ayala representando a la Real Audiencia de Lima.

Las audiencias tenían como función principal la administración de justicia, en calidad de segunda instancia en los juicios o procedimientos judiciales, a nivel de cortes superiores. Asimismo, ejercían funciones políticas, es decir, facultades propiamente de gobierno, pues la Audiencia actuaba como asesor del virrey, por lo que muchas veces absolvió las consultas formuladas por el virrey. De igual manera, fue la encargada de tomar las riendas del virreinato cuando el virrey se encontraba enfermo o moría repentinamente. Según su categoría, las audiencias eran de dos clases: Audiencias Virreinales, de mayor rango, presididas por el virrey, tal fueron los casos de la audiencia de Real Audiencia de Lima y la Real Audiencia de México, que tenían bajo su autoridad a las otras audiencias del mismo virreinato, denominadas Audiencias Subordinadas.
En el virreinato se establecieron nueve extensas Reales Audiencias, que fueron los máximos tribunales dentro del mismo. Estas audiencias fueron las siguientes:
- Real Audiencia de Panamá (1538)
- Real Audiencia de Lima (1543)
- Real Audiencia de Santafé de Bogotá (1549)
- Real Audiencia de La Plata de los Charcas (1559)
- Real Audiencia de Quito (1563)
- Real Audiencia de Concepción (1565-1575)
- Real Audiencia de Santiago de Chile (1606)
- Real Audiencia de Buenos Aires (1661-1672; 1776)
- Real Audiencia de Cuzco (1787)

En Lima la Audiencia fue presidida por el virrey y estuvo conformada por los oidores (de número variable llegando a tener durante varios años hasta doce miembros), dos fiscales, un alguacil mayor, un teniente del Gran Canciller y numeroso personal subalterno.

#### Los corregimientos
Los corregimientos fueron divisiones administrativas y territoriales de la Corona española en el Perú. En 1569 el gobernador y capitán general Lope García de Castro creó los corregimientos de nativos americanos subordinados a los corregimientos de españoles. Los corregimientos fueron gobernados por un alto funcionario nombrado, mayormente, por el Consejo de Indias, denominado corregidor. Los corregimientos tenían facultades políticas (conservaban el orden y la buena marcha del corregimiento), administrativas (cobraban el tributo de los habitantes que vivían en la jurisdicción) y judiciales

#### Las intendencias
Los corregimientos fueron suprimidos en 1784, por Carlos III, como consecuencia de la revolución de Túpac Amaru II y reemplazados por las Intendencias.
Desde 1784, llegaron para administrar las siete nuevas intendencias: Trujillo, Lima, Arequipa, Cusco, Huamanga, Huancavelica y Tarma. En 1796 se agregó al virreinato del Perú la intendencia de Puno. Los intendentes también recaudaban los tributos y organizaban mitas, pero no podían hacer "repartos mercantiles". Hay paralelismo entre lo virreinal y lo republicano, respecto a la subdivisión político-territorial. Los departamentos equivalen a las intendencias; las provincias, a los partidos; y los distritos, a las doctrinas.

#### Los cabildos
Denominados también, ayuntamientos, municipalidades o consejos municipales, fueron unas instituciones de origen español que se trasplantaron a América. El cabildo tenía múltiples atribuciones administrativas. Entre ellas les correspondía administrar arbitrios, presidir espectáculos públicos, organizar fiestas pomposas al llegar los nuevos virreyes, vigilar el aseo de la ciudad, inspeccionar las calles y organizar la baja policía.
Se distinguen tres tipos de cabildos: correspondientes a las villas y lugares, a las ciudades diocesanas y a las ciudades metropolitanas.
En las villas, se constituían por un alcalde ordinario, elegido anualmente en un acto presidido por el corregidor y cuyos cargos podían ser comprados o heredados; cuatro regidores, un alguacil y un mayordomo. En las ciudades diocesanas: un alcalde elegible, ocho regidores, dos fieles ejecutores, dos jurados o diputados de cada parroquia, un procurador general, un mayordomo, un escribano de consejo, dos escribanos públicos, un escribano de minas y otro de registro, un pregonero mayor, un corredor de lonja y dos porteros.
En las ciudades metropolitanas: elegidos entre los encomenderos y entre los vecinos notables que no ejerciesen otros cargos incompatibles, doce regidores (en México fueron quince y en Lima llegaron a ser dieciocho) y los demás oficiales perpetuos. Los alcaldes ordinarios eran elegidos por los regidores mediante votación secreta que en Lima era presidida por el virrey. Los regidores eran elegidos por el virrey con la autorización del monarca o por elección del cabildo.

#### Autoridades indígenas: el curaca y el varayoq
Las autoridades del gobierno español consideraron conveniente mantener en funciones a los antiguos dirigentes incas a nivel de pueblos y ayllus para facilitar la dominación sobre los Andes. Una institución andina ancestral utilizada con eficacia fue el curacazgo, también conocido como cacicazgo, sistema milenario en el que cada aillu o comunidad tenía un jefe, el curaca, que bajo la administración colonial fue denominado cacique, término de origen centroamericano equivalente al curaca.
Durante el Tahuantinsuyo, los curacas rendían cuenta al apunchic incaico, representante del Inca. En el virreinato, debieron rendir cuenta al corregidor español, representante del rey de España.
Otra institución incaica utilizada fue el varayoc o alcaldes de indios, autoridad civil encargada la administración del pueblo. Su función era similar a la de los alcaldes, velando por el correcto funcionamiento del caserío o poblado, encargándose de la administración judicial y comunicando al Cacique las necesidades de su aillu. Su nombre, Alcalde de la Vara, lo recibe por la vara de mando que usaba, elaborado generalmente en chonta y adornada con aros, cadenas y puño de plata. Era exhibida por los alcaldes mestizos en actos públicos donde era necesario resaltar su cargo. 
A diferencia de los Caciques, estos Varayocs no tenían una ascendencia en la Nobleza indígena, sino que eran nativos del común, en mayor medida ladinos (instruidos) y católicos. Estos eran electos por el intendente, corregidor, gobernador o por el pueblo (aillu) en asamblea (cabildo de indios). Este cargo era provisional y no hereditario, su poder se remitía a poblados pequeños dentro de los cacicazgos y corregimientos. Los Varayocs llegaron a poseer privilegios menores que el reconocido a los Caciques, pero aun así se las ingeniaron para lograr acumular más poder y riquezas. 
La figura del varayoc se consolidó en el siglo XVI con la creación de ayuntamientos en villas, ciudades y pueblos, alcanzado su apogeo en el siglo XVIII durante las Reformas borbonicas. En este período, la Corona buscaban debilitar a la élite indígena (y en general, todas las elites regionales en los fueros del imperio, incluso en la península) para obtener un estado moderno, por lo que la corona ordenaba a los Intendentes que escogieran a estas autoridades de entre los nativos del común, para tener un mejor control de la Sociedad política indiana (labor intensificada con las represalias de la monarquía en reacción a las rebeliones de caciques e indios nobles en el siglo XVIII). El varayoc asimilaba atributos de los antiguos curacas indígenas y de los alcaldes ordinarios de España.
Con la independencia del Perú, la figura del varayoc comenzó a declinar. Durante el Oncenio de Leguía y su indigenismo oficial (indigenismo desde la élite liberal), donde estas autoridades andinas eran vistas como símbolos vivos del pasado feudal incaico y colonial hispánico, y los reemplazó por quienes consideraba “autoridades más democráticas”; aunque, tales autoridades no desaparecieron del todo tras el proceso de modernización, sino que en algunas regiones, como en el Cusco, Ancash, Huancayo, Ayacucho, Huancavelica y Puno, se mantuvieron como autoridades simbólicas.

## Organización social del virreinato
El sistema social se estructuró sobre la base de las dos poblaciones de América, la española (ya sea peninsular o criolla) y la indígena que eran consideradas diferentes en sus costumbres pero estaban sometidas igualmente a la autoridad espiritual de la Iglesia católica y bajo dependencia política de la Corona española.
Se basó principalmente en la identidad étnica, una fórmula que resultó sencilla a inicios del proceso virreinal, cuando el límite entre ambas sociedades era claro, pero que se desdibujó con la institución del mestizaje entre españoles, naturales del país y negros traídos de África.
De ese modo, respecto a la América española, el monarca gobernaba, por un lado, sobre la "república de españoles" y, por otro, sobre la "república de los indios". Ambas comunidades poseían estatutos jurídicos diferenciados.

### El mestizaje

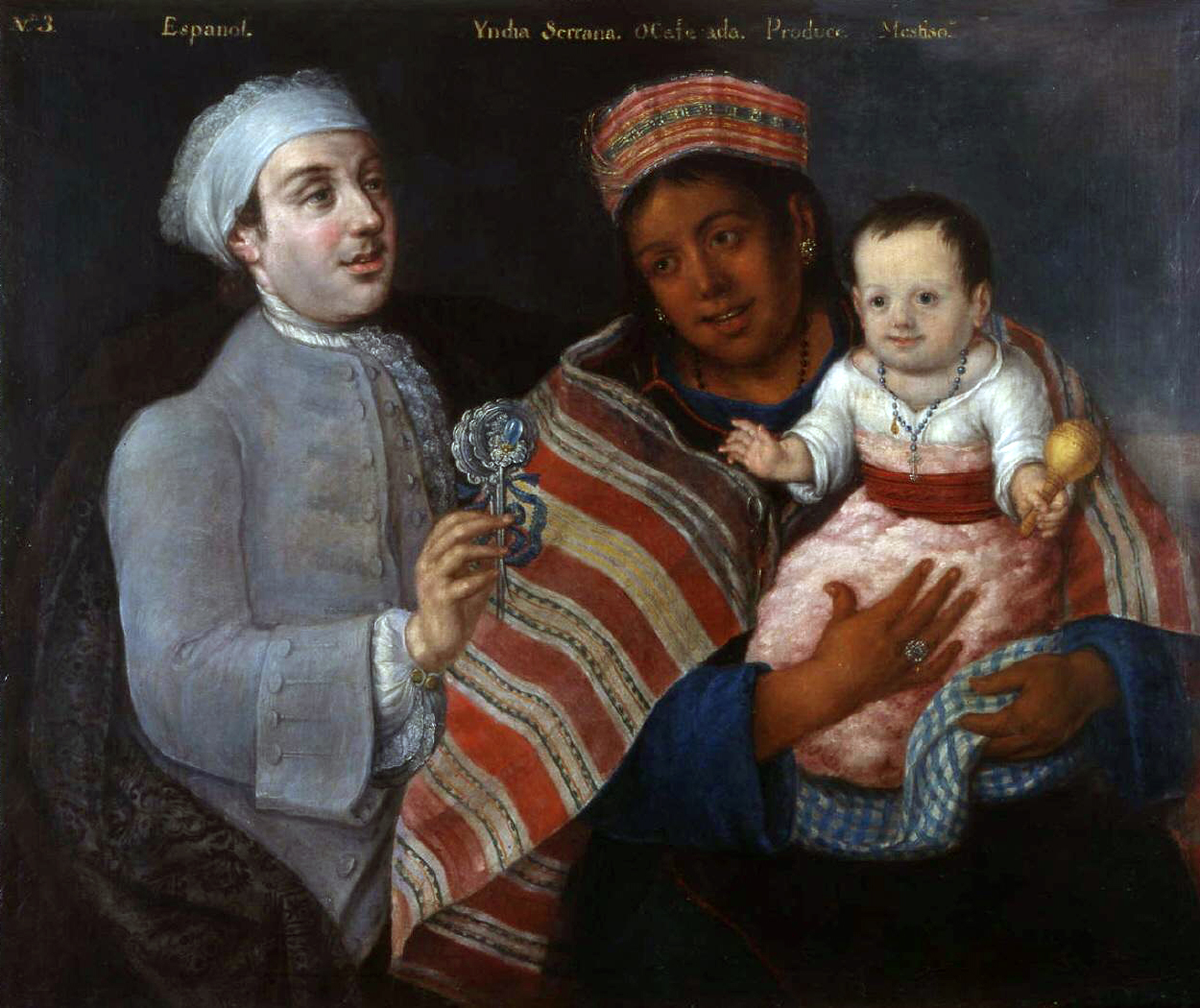
Español, Yndia serrana o cafeyada. Produce mestizo. Pintura de castas atribuida a Cristóbal Lozano. virreinato del Perú, 1771-1776. Museo Nacional de Antropología, Madrid, España.

Durante el virreinato, se denominaba mestizo al hijo de un padre o madre de raza "española" y una madre o padre de raza "india" en el sentido de crianza en una Etnia. Con posterioridad a la independencia y bajo la nueva inmigración europea "blanca", el término se mantiene pero cambia su significado hacia el sentido biológico del racismo pseudo-científico -mutando el significado de la clasificación de castas coloniales- para denostar a las personas o culturas mestizas que descienden de pueblos originarios americanos, afroamericanos o españoles a los que se discrimina a lo largo del siglo XIX y XX.
Los españoles no concibieron la raza biológica como fuente de superioridad, sino la crianza o la religión ante el infiel y el pagano, y de esta forma como dice Domínguez Ortiz: "el español no era racista en el aspecto biológico, pero sí lo fue, y cada vez más, en el cultural". Además, ante los peligros de la formación de una nueva aristocracia mestiza la corona fomentó la emigración de una burocracia de españoles que viajaran con sus esposas, especialmente a partir de Guerras civiles entre los conquistadores del Perú. Sin embargo, las mujeres españolas casaderas fueron escasas durante todo el virreinato, especialmente aquellas con pureza de sangre (en el sentido cristiano) y buenas costumbres, es decir que no fueran moriscas conversas o de mala reputación. Esta realidad hizo inevitable las uniones dentro y fuera del matrimonio entre españoles y naturales del país.
El mestizo podía ser marginado con mayor facilidad que la nobleza criolla o indígena porque carecía de un linaje aristocrático. Esto pudo llevar al desarraigo o llevarle a conflictos dentro de la sociedad indígena. El mestizo además era excluido de los pueblos de naturales y de la aristocracia indígena, se les crearon toda una serie de calificativos negativos (como la jerga "chusco"), porque trastocaban las costumbres de los naturales, por parecerse también a sus progenitores españoles, en tanto que los mestizos suponían un peligro para la estilo de vida de los nobles indígenas. El historiador Georges Loebsiger menciona que este trato despectivo se evidencia en ciertos testimonios de indios ladinos del siglo XVI y XVII, como Guamán Poma de Ayala, quien dijo: “porque no se sirve Vuestra Magestad de los mestizos sino ruidos y pleitos, mentiras, hurtos, enemigos de sus tíos.” Tal temor podría deberse también por el hecho de que el número de españoles mestizos o criollos crecían con el pasar de los años, adueñándose de cargos y tierras, lo que ponía en peligro proyectos sociopolíticos ideados por figuras de la nobleza indígena como Guamán Poma de Ayala, el cual consistía en que el gobierno de los Reinos del Perú debía de ser delegado por el rey español a únicamente los indígenas, por ser mayoritarios y propietarios del territorio.
Cuando el mestizaje comenzó a ser general y ordinario, especialmente entre los conquistadores, las autoridades virreinales elaboraron una serie de leyes y normativas sociales, religiosas y morales con el fin de impedir el ascenso social y el arribo al poder por el linaje. Aunque el mestizaje tuvo otras posibilidades de evitar estas imposiciones y lograr el ascenso social. Esta situación se agrava en el siglo XVII, cuando los españoles criollos, descendientes de la burocracia europea virreinal tuvieron que competir por los puestos burocráticos, eclesiásticos y docentes, no solo con los españoles mestizos, sino también con los españoles peninsulares recién llegados. Además, la diversidad del mestizaje, y la dificultad consiguiente de establecer quién era español y quién no lo era, llevó por último, en el siglo XVIII, a que grupos de poder en la oligarquía criolla, bajo el Racismo científico de la Ilustración francesa, traten de tipificar y hacer una nomenclatura de castas en su provecho. Aunque esto último, según la historiadora Pilar Gonzalbo Aizpuru no fue la regla general, siendo un fenómeno tardío y propio de la oligarquía criolla.

### El comercio de esclavos africanos
El descenso de la población indígena y la falta de mano de obra para los obrajes españoles originó el comercio de pobladores secuestrados del África subsahariana y sometidos a esclavitud en todas las colonias españolas en América. Este comercio fue controlado en un principio por portugueses, quienes traían prisioneros desde el Congo, esta situación se mantiene hasta el siglo XVII, cuando son superados por Países Bajos, Francia e Inglaterra.
En el caso específico del virreinato del Perú este sistema se concentró en los valles de la costa, no en la sierra debido a la abundancia de mano de obra en las reducciones de indios y esto definió luego un mestizaje particular dando lugar a los llamados zambos (hijos de nativos con negros) y mulatos (hijos de españoles con negros).
A pesar de que el comercio de negros fue destinado en un primer momento para el trabajo agrícola, fue común que algunos patrones envíen a sus esclavos al trabajo en las ciudades en donde se desempeñaban en diversos oficios, que podían ir desde ser vendedores ambulantes o trabajadores del hogar. Esta práctica fomentó el nacimiento de una nueva sociedad en la que se fusionaron lo indígena, lo español y lo africano, para dar lugar a las nuevas tradiciones de lo que posteriormente sería el Perú independiente.

#### Indios esclavistas
Desde 1580, quedó prohibido que algún indígena poseyera esclavos negros.

“ordeno y mando que ningún Cacique ni Principal ni otro indio pueda tener mulato ni negro esclavo”
Francisco Álvarez de Toledo, Siglo XVI

Sin embargo, se presentaron Vacíos legales, que aprovecharon los indios de posición económica alta, para que algún indígena adquiriese e incluso heredase esclavos negros si es que tal indio los registrara como "criados" o "sirvientes", aunque de hecho los tratara como esclavos. Esta práctica hizo que un documento de 1739 se refiriera a “sirviente” con la interpretación de "Quien sirve no es libre. Que enseña la precisión, con que el criado debe estar a la voluntad de su amo"

"tenía dos hembras de raza mulata y vivían en este Santiago de Aija [...] Catalina de treinta y cinco años y la otra Isabelilla de veintidos [...] que eran sirvientas del indio carpintero Juan Huayhua"
Fray J. Pacheco, 1793

Entre estos esclavistas se encontraban no solo indios nobles, sino también indios ordinarios, como los ladinos (indios de alta formación intelectual), los indios de buena posición económica (comerciantes burgueses), así como los integrantes de poder social entre gremios y comunidades agrícolas. La mayoría de estos indios esclavistas eran oriundos de la costa peruana, y algunos indígenas como Domingo Tuya eran auténticos comerciantes de negros.

### La mujer en la sociedad virreinal
El rol de la mujer tenía un considerable poder para la sociedad. Si bien es cierto que el desempeño en los altos cargos de poder político y militar era habituado a los hombres, sería un error de análisis (en la historiografía feminista con tendencia a una epistemología individualista) el concluirse que por ello el papel de la mujer en la época virreinal era invisibilizado por estructuras machistas, puesto que el poder femenino en este periodo no se expresaba en el liderazgo político-militar, sino que se presentaba en otros aspectos de carácter social, como la economía, la religión, la administración de la tierra y la creación de alianzas familiares (los cuales todos a la postre permitían consolidar influencia política).
Gracias los rasgos particulares del gobierno imperial español, debido en gran parte por su ética católica, las mujeres en el virreinato del Perú (y en general, de Hispanoamérica) lograron conjuntamente la creación de un tejido social y vínculos familiares tan fuertes que les permitieron consolidar su poder social y libertad de acción como en ninguna otra parte del mundo, si bien no como protagonistas (habiendo una tendencia de dominio masculino en este aspecto), pero si como gestoras y artífices de la misma sociedad virreinal en la historia peruana e hispana.
De por sí, durante el virreinato temprano, las mujeres se habían hecho de la economía, como la Señora del Valle de Yucay o Doña Francisca Pizarro, que eran las mujeres más ricas del continente americano durante el siglo XVI y a su vez tenían un gran dominio de las riquezas de los Reinos del Perú; aquello también ocurrió en el virreinato tardío, como con la Condesa de Monteblanco (quien fuera de las 5 mujeres más ricas del continente americano antes de las Guerras de independencia hispanoamericanas) o la Marquesa Consorte de Castellón, etc.
Por ejemplo, en el año 1621, se tuvo registro de 47 cacicazgos y gobernaciones de indios presididas por mujeres, la mayoría ubicadas en la costa norte y la sierra sur del Perú. Lo que demuestra que este respeto a la dignidad de la mujer también estaba presente en la dinámica social de las mujeres indígenas, en donde un gran número de naciones prehispánicas tenían gran poder y poseían muchos bienes, donde la instauración del virreinato esta realidad no cambió del todo esta situación, e incluso permitió mayor inclusividad femenina en la Nobleza incaica.
A su vez, esta realidad generó que incluso muchas autoridades, como el virrey Melchor de Liñán, arguyeran que los aristócratas del Perú no obedecían al Rey de España, si no que a sus “mujeres mandonas”, o las afirmaciones del arzobispo Pedro Barroeta, quien desarrollo la idea de que ciertos desastres naturales que se suscitaron en el Perú eran señales de un castigo divino “por la mala conducta de las mujeres de este reino, entregadas al libertinaje”. O también la destacada denuncia que realiza el mismísimo virrey Álvarez de Toledo en cuanto a los mecanismos que emplean las mujeres para hacerse con poder y dinero, llamándolas “mujeres ricas y libres”.

"Habrá ahora cerca de 100 000 pesos de renta en mujeres en el Reino del Perú, que usan de ellos como mujeres ricas y libres, y así se vienen a casar con viejos las mujeres mozas que no tienen nada y se ha visto haberlos visto despachar con hechizo por heredarlos y casarse con mozos y otras matar criaturas porque no les quiten la herencia, tomar bebidas para no concebir, y viejos hacerlos casar In Articulo Mortis con mujeres mozas; yendo ellos contra sus almas y quitando á Vuestra Majestad de proveer las encomiendas en los que le han servido, que se les debe con más justicia, en los cuales quedaban mejores nervios para la defensa y fortaleza de este Reino del Perú que en las mujeres."
Álvarez de Toledo, 1572

Además, la mayoría de los negros, en condición de libertos, eran mujeres, las cuales habían conseguido su libertad, en primera instancia, a través de la “libertad de gracia”, que consistía en obtener el estatus de persona libre, por voluntad de sus amos, como recompensa a una vida de servicios (domésticos o sexuales) o por vínculos sentimentales; y, en segunda instancia, obtenían la libertad mediante la compra (propia, parientes, cofradías y gremios), dando un ejemplo de las oportunidades de movilización social en personas del género femenino. En su mayor parte, las libertas se dedicaban al comercio de alimentos y elaboración de imágenes religiosas (artesanías), negocio que usualmente era relacionado con el entorno aristocrático de sus antiguos amos, a quienes se encargaban de proveerles mercancías por sus vínculos. Familias de libertos como los Carrillo, De la Presa, Angulo, Tamarria, De Soria, Reyes, Celis, etc., lograron amasar importantes fortunas (de entre 1000 a 11 000 pesos) con las que incluso llegarían a comprar esclavos de otras castas para usarlos como mano de obra en sus respectivos negocios. Una cantidad relevante de estas libertas eran mujeres letradas, ya que habían servido a familias pudientes, por lo que muchas de estas negras habían recibido una instrucción académica básica para poder desempeñar correctamente sus quehaceres cotidianos (una educación que aprovecharían al momento de conseguir su libertad). Por otro lado, en cuanto a las esclavas:

“Los expedientes revelan que algunas esclavas gozaron, a comparación de otras, de mejor ropa y comida, propinas, permisos para ausentarse e incluso algunas llegaron a adquirir un rol importante en el espacio doméstico, convirtiéndose en verdaderas amas de casa. A veces las relaciones sexuales entre amos y esclavas marcharon bien, a tal punto que la pareja vivió junta por algún tiempo, procrearon hijos y formaron un tipo de familia. En otros casos las esclavas obtuvieron bienes, joyas y hasta la libertad.

Resulta difícil imaginar a una esclava durmiendo en una cama con cortinajes, vestida con ropa fina, como camisas blancas, rebozos, faldellines de colores, medias de seda, asimismo adornada con joyas como rascamoño de oro con perlas y un rosario de oro. Eran objetos valiosos sumamente caros”.
Arrelucea, 2015

Ante ello, poetas como Esteban Terralla (escritor del virreinato tardío), expresaban el hecho de que el Perú “fue uno de los lugares donde vio que las mujeres ejercieron más el poder”. También autores del feminismo histórico, como Flora Tristán señalaban que en Perú las mujeres “reinan sin competencia; y es de ellas que parte todo impulso” y que “no hay lugar sobre la tierra donde las mujeres sean más libres”.

“¿Qué fue lo que animó a un montón de castellanas a arriesgar su vida para venir aquí? No solo en una peligrosa travesía trasatlántica y terrestre, sino al iniciar su nueva vida en un turbulento y peligroso Nuevo Mundo. ¿Se limitaron a procrear? Las fuentes históricas contradecían esta visión estática y rígida que los cronistas insistían en perpetuar. Las fuentes históricas nos permitían observar un abanico de estrategias femeninas destinadas a diversos objetivos, como su ascenso social, la consecución y protección de un patrimonio, incluso alcanzar cargos que las asemejaban a los señores feudales con las encomiendas. El desempeño de estas mujeres en el campo económico y religioso era sobresaliente, sin embargo a pesar de la importancia de este grupo heterogéneo, compuesto por mujeres españolas, criollas, indígenas y mestizas, sus casos solo se habían estudiado de manera general. Incluyéndolas muchas veces como simples consortes de las autoridades, incluso confundido sus identidades”.
Liliana Pérez Miguel, 2021

En el caso de la costa norte del Perú, se mantuvieron autoridades matriarcales de tradición Pre-inca, sobre todo en la ancha costa de Piura con la institución de la Capullana (mujeres que ejercían cargos de cacicas o curaquesas en la lengua Tallán), siendo mujeres con poder y gobierno en las pachacas y señoríos de la zona.

En la mayor parte de la costa gobernaban y mandaban mujeres a quienes llamaban las Tallaponas y en otras partes llamaban Capullanas. Estas eran respetadas, aun que había curacas de mucho respeto. Ellos acudían a las chacras y a otros oficios de que se ofrecía porque lo de más ordinario se remitía a las Capullanas o Tallaponas, y esta costumbre guardaban en todos los llanos de la costa como por ley y estas Capullanas eran mujeres de los curacas que eran las mandonas
Álvarez de Toledo, 1572

## Organización económica del virreinato

### La minería

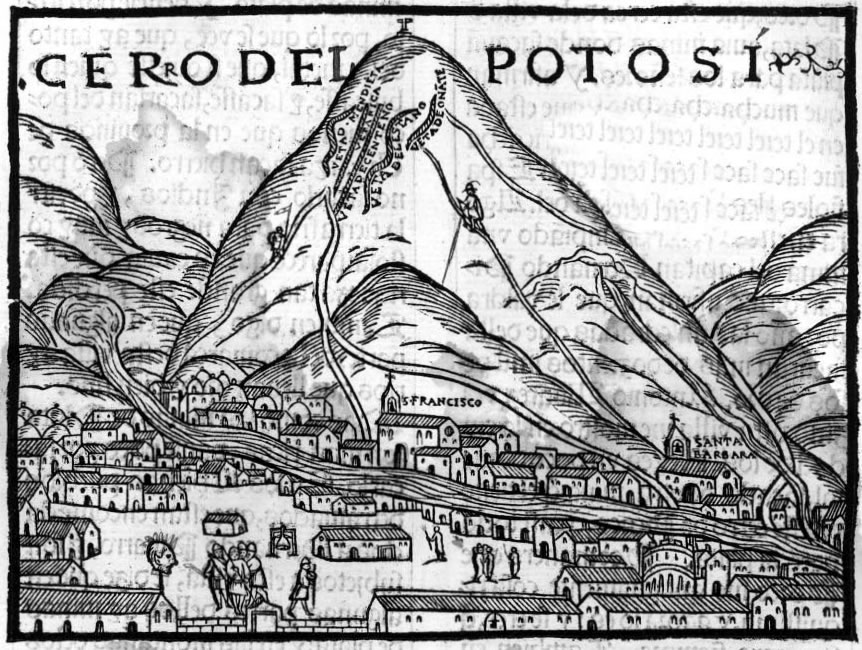
Potosí. La primera imagen en Europa. Pedro Cieza de León, 1553.

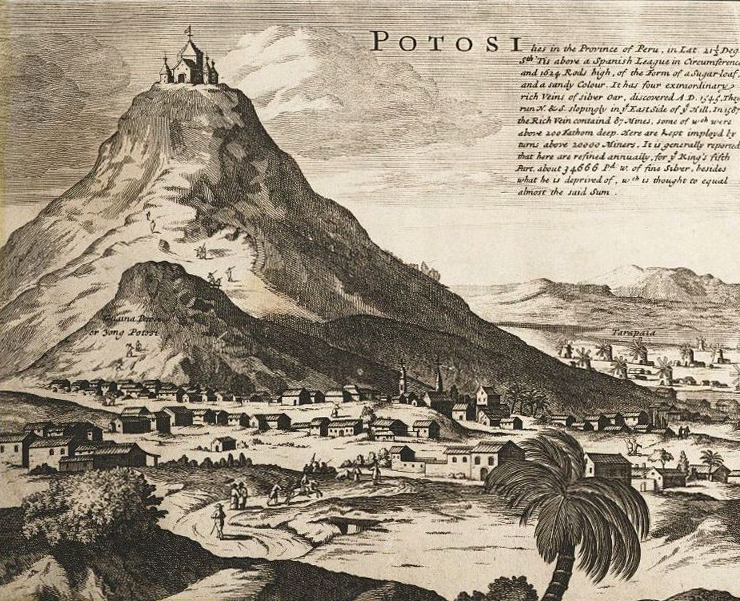
La ciudad de Potosí durante el virreinato del Perú.

Fue la actividad preferente en el virreinato, por lo menos durante el siglo XVI y gran parte del XVII, para empezar a decaer en el siglo XVIII. Dentro de la actividad minera se distinguieron dos momentos: El primero, que fue hasta el establecimiento de la organización virreinal, caracterizado por un sistema de extracción intensiva del metal con base en una febril actividad de la superficie, desmantelamiento, apropiación, y reparto de las riquezas del antiguo Perú. El segundo presentado por el ordenamiento económico que empieza con las Ordenanzas de 1542.
Las mejores minas, por su calidad y rendimiento fueron de propiedad de la Corona española. Las minas más pequeñas, en cambio, fueron explotadas por particulares con la obligación de pagar como impuesto el Quinto Real, o sea, la quinta parte de la riqueza obtenida. Los principales yacimientos mineros fueron: Castrovirreyna, Huancavelica, Cerro de Pasco, Cajabamba, Contumazá, Carabaya, Cayllama, Hualgayoc, todas ubicadas en el actual Perú. Pero el más grande a nivel minero fue el yacimiento de Potosí, cuya producción se sustentó en la mita minera. El Cerro Rico de Potosí proporcionó las dos terceras partes de la plata que hubo en el Perú hasta que en 1776 pasó a formar parte del virreinato del Río de la Plata.
Los centros mineros fueron ciudades que rápidamente se convirtieron en emporios comerciales que engranaron todo un circuito comercial en el que se encontraban la Ciudad de México (para Zacatecas y Guanajuato) y Lima (para Potosí, Cerro de Pasco y Huancavelica).
Para la extracción de la plata las técnicas andinas incluían el método de la huayra, que consistía en el empleo de un horno al cual se le sometía el plomo, extrayéndose finalmente la plata. Pero esta plata era de una impureza notoria.
En la Nueva España se llegó a descubrir una técnica que se aplicó en las minas de Potosí: consistió en mezclar la plata con el mercurio (llamado azogue). Luego, la plata se separaba, manteniéndose en un estado de pureza.
La producción minera tuvo su auge entre 1572 a 1580 que fluctuó de 216 000 a 1 400 000 pesos anuales; pero disminuyó su ritmo extractivo al promediar el siglo XVII y ya en el siglo XVIII, su decadencia fue notoria debido, en gran parte, al sistema y forma empírica como se trabajaba en los centros mineros, también a la carencia de caminos para agilizar el transporte y la despoblación indígena.
Entre 1790 y 1795, según las memorias del virrey Francisco Gil de Taboada, se hallaban en explotación en su territorio (actual Perú), 728 minas de plata, 69 de oro, 4 de mercurio, 12 de plomo y 4 de cobre. Pese a que la minería era en la época una actividad desorganizada y riesgosa, su auge fue tal que no menos del 40 % de los yacimientos que actualmente están en operación en el Perú, ya habían sido descubiertos y trabajados en tiempos del virreinato.

### Régimen comercial del virreinato
El comercio virreinal estuvo basado en el monopolio debido al carácter exclusivista y mercantilista que prevaleció en la economía. Hasta el debilitamiento, y luego la derogación del monopolio universal, solo los territorios españoles de Europa podían comerciar con la América española. Con el tal propósito y el de recaudar impuestos, se creó en Sevilla la llamada Casa de Contratación de Indias en 1503, organismo encargado de velar por el cumplimiento del monopolio. Además, en cada virreinato funcionaba un Tribunal del Consulado, que controlaba el movimiento comercial e intervenía en todo lo relacionado con él.

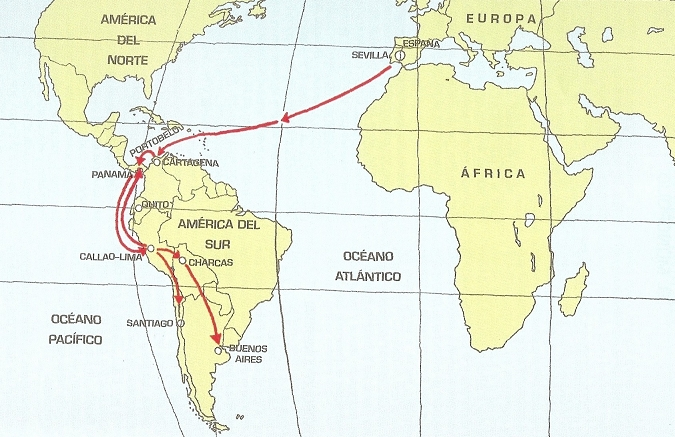
Monopolio comercial del virreinato del Perú.

En 1561, Felipe II estableció que los únicos puertos para el tráfico comercial fueran Sevilla en España, Veracruz, en México y Callao en el Perú, en tanto que Cartagena de Indias y Panamá eran tenidos como puertos de tránsito.
En cumplimiento de esta disposición, anualmente salían de Sevilla dos grupos de barcos cargados de mercaderías y escoltados por otros barcos de la Armada española. El grupo de barcos que iba a México tomaba el nombre de flota y arribaba a Veracruz. Los que venían al Perú tomaban el nombre de galeones y llegaban, primero, al puerto de Cartagena de Indias y, de allí, pasaban al puerto de Portobelo. Allí en Portobelo, se realizaba una gran feria, a la que asistían los comerciantes limeños que llegaron a este lugar, mediante la llamada Armada del Mar del Sur, hasta Panamá, y, luego, por tierra, atravesaban el istmo para llegar a Portobelo. Efectuadas las compras y ventas en Portobelo, los comerciantes de Lima se embarcaban, nuevamente, en la Armada del Mar del Sur y arribaban al Callao, desde donde enviaban las mercaderías por tierra a los pueblos y ciudades del interior del virreinato como Arequipa, Cuzco, Charcas, Buenos Aires, Santiago y Montevideo. De esta manera, el virreinato del Perú se convierte en eje del movimiento comercial. El Callao, como puerto autorizado, mantuvo su preeminencia sobre otros puertos menores, tanto de la costa del Pacífico, como del Atlántico.
El monopolio no dio resultado para el Imperio español; en cambio, fomentó el comercio ilícito, de contrabando, a cargo de ingleses, franceses y holandeses. Los barcos de los países contrabandistas arribaban a puertos menores, así como también a caletas y embarcaderos, desde donde se introducía la mercadería a los poblados aledaños y ciudades del interior del virreinato, lugares estos en los que se daba el caso de mayor aceptación de estos productos que se expandían a un precio sumamente bajo en relación con los mismos artículos traídos por los mercaderes españoles. La mayor intensidad de este comercio ilícito se manifestó en los puertos del Atlántico, llámese Montevideo y Buenos Aires; ello debido a la lejanía en que se encontraban con respecto a la capital virreinal, Lima, y al puerto de entrada autorizado que era el Callao. Se ha llegado a estimar que por cada dos mil toneladas de comercio lícito entraban al virreinato del Perú trece mil toneladas ilícitas, es decir, de contrabando.
Rompieron también el monopolio comercial español los terribles corsarios (que robaban para beneficiar a sus propios países o determinada nación europea) y los feroces piratas (que lo hacían para su propio provecho).

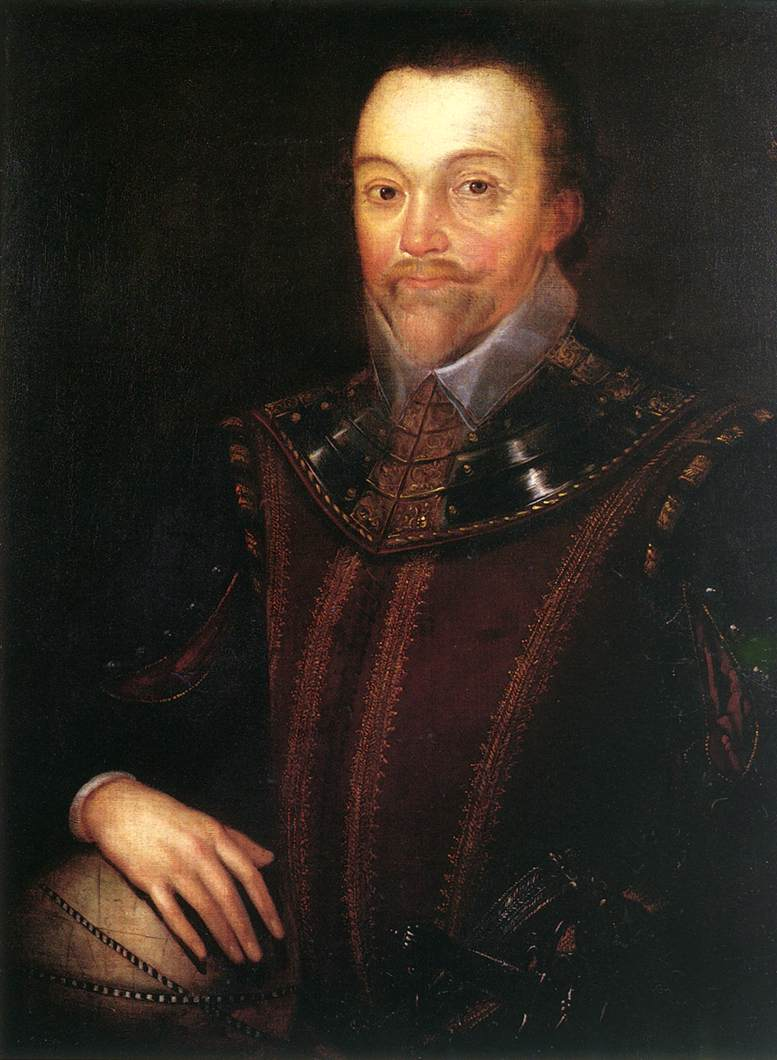
Francis Drake, famoso corsario inglés, atacó los puertos del virreinato del Perú, sobre todo el del Callao. Murió tras un ataque fallido a Panamá.

Fue famoso, en este sentido, el corsario Francis Drake que, actuando bajo la insignia de la Corona inglesa en tiempos de Isabel I, atacó a puertos de América meridional, saqueó el Callao y Paita, luego se dirigió a Panamá donde logró acumular un gran botín, regresando a Inglaterra por la vía de Oceanía, en la época del virrey Francisco Álvarez de Toledo.
Todo ello determinó, que precisamente, Lima, fuera circundada de murallas y que, asimismo, se construyese la Fortaleza del Real Felipe, o los Reales Castillos, del Callao.
Entre los piratas y corsarios que atacaron las costas del virreinato peruano figuraron:
- Francis Drake (1578)
- Thomas Cavendish (1587)
- Roberto Achines (1590)
- Olivier van Noort (1596)
- Simón de Cordes (1596)
- Almirante Veraje (1596)
- Joris van Spilbergen (1607)
- Henry Morgan (1620)
- Jacques L'Hermite (1624)
- Carlos Ciere (1670)
- Juan Guerin (1678)
- Eduardo David (1685)

Por diversas circunstancias el sistema del monopolio fue quebrantándose. Así, a la firma del tratado de Utrecht, en 1713, España concedió a Inglaterra el derecho de enviar cada año a puertos del atlántico, un barco o navío de permiso, con quinientas toneladas de mercaderías. En 1735 la misma España concedió el navío de registro que, previa inscripción en los puertos españoles, llegaba a los puertos del Pacífico con mercaderías para su comercialización, hasta que el rey Carlos III, en 1778, decretó el libre comercio, por el cual otros puertos españoles y sudamericanos podían efectuar esta actividad. En virtud de esto, surgieron Valparaíso, Arica, Guayaquil, Montevideo y Buenos Aires, que disputaron la supremacía del Callao.

#### Impuestos del virreinato
La llamada "Real hacienda" o "Caja fiscal del Rey" obtenía recursos directos con el cobro de una serie de impuestos, que afectaban a las actividades económicas. Había cajas repartidas en todo el virreinato que recolectaban los fondos, cubrían los gastos de la administración y remitían el sobrante a la caja principal situada en Lima ("Caja Real de Lima"), la misma que, saldando los gastos del propio virreinato, luego las remitía a España.
Entre los impuestos que el virreinato pagaba a la Corona figuraban:
- El Quinto Real (Quinto del rey), la quinta parte de los metales extraídos o de los tesoros encontrados.
- El Tributo Personal del Indio. Que obligaba al habitante andino, entre los dieciocho y cincuenta años, a pagar una suma anual.
- El Alcabala, el pago que se hacía por concepto de la compra o venta de propiedades
- El Almojarifazgo, que era el impuesto que se pagaba por la entrada y salida de mercaderías (hoy aranceles o derechos de aduana).
- La Media Anata, el impuesto que gravaba anualmente los sueldos de los funcionarios públicos y burócratas.
- La Derrama, que eran los donativos extraordinarios que se obligaba a hacer a los habitantes del virreinato cuando España sostenía guerras con sus rivales europeos.
- Los Estancos. De la sal, del tabaco, del papel sellado, de los naipes, etc., es decir, el impuesto que gravaba a tales productos, los mismos que tenían que ser pagados por los colonos.

##### Tributo indígena
En la década de 1570 el virrey Francisco Álvarez de Toledo se encargó de organizar el pago del tributo indígena, como una suerte de contrato entre los indios (comunidad) y la Corona de Castilla, donde una parte del monto (470 000 pesos aprox.) era enviada a España y la mayor parte (780 000 pesos aprox.) se quedaba en la Real Hacienda, para que así el capital pueda ser redistribuido entre las diferentes dependencias virreinales, destinándoselas a la ejecución de obras públicas e infraestructura (colegios, hospitales de indios, caminos, puentes, etc.), el mantenimiento de tierras y al pago de funcionarios públicos para el mantenimiento de las instituciones de la Sociedad política indiana. Es así que el pago del tributo era un símbolo de vasallaje que debía garantizar “el buen gobierno del soberano”, donde los indios desde los 18 hasta los 50 años hacían una contribución personal (junio-diciembre) de manera anual a su señor (el Rey de España como heredero de los derechos del Inca).

“Que el indio soltero de diez y ocho años pague medio tributo, y en llegando a veinte lo pague por entero, aunque no sea casado, como lo pagan los indios tributarios”.
Álvarez de Toledo, 1571

El pago debía hacerse principalmente con dinero, aunque en ciertos periodos se aceptaba el pago en productos alimenticios, animales o con el trabajo no remunerado. En el siglo XVII con el fin de aumentar el caudal recaudado se estipuló que el cobro del tributo debía ser extendido a los mestizos, negros libertos e indios forasteros. Los únicos exentos de pagar el tributo eran los caciques-gobernadores, alcaldes e indios nobles, aunque inicialmente los nobles Incas del Cuzco fueron obligados por Álvarez de Toledo a pagar el tributo juntamente con los yanaconas y hatunrunas, hecho al cual tuvieron que apelar para ser eximidos.
En general, la situación de los nativos en América fue equivalente a la vivida por los pecheros en España durante el Antiguo Régimen español dentro del contexto general europeo de la Servidumbre del Feudalismo.
Dicho impuesto era vital para el funcionamiento de la economía virreinal y la implicancia de romper con este sistema fue vista con repercusiones negativas por parte de personajes que sabían perfectamente sobre el asunto, ya sean rebeldes como Túpac Amaru II (quien solo optó por reducir el monto que debían de pagarle sus partidarios de su rebelión) o autoridades como el virrey José Fernando de Abascal. Al ser conscientes que la abolición del tributo indígena privaría al virreinato peruano de su mayor ingreso anual, que representaba aproximadamente el 33% del cargo anual.  A pesar de que se utilizó principalmente el discurso de “la abolición del tributo” como recurso político para ganarse el apoyo de los indígenas (hecho tanto por los reformistas liberales españoles gaditanos, como por revolucionarios como Don José de San Martín), en la práctica tales intentonas de abolición fueron parciales y graduales, ejecutándose solamente en algunas comunidades muy pobres, en tanto que las demás comunidades indígenas debían de pagar “el tributo… a su Rey y Señor Natural”.
Si bien la abolición general del tributo indígena podría haber parecido un acto de justicia, reivindicación y de altruismo, y que era totalmente obligarlo ejecutar para un “revolucionario” como Tupac Amarú o Simón Bolívar, en la práctica resultaba perjudicial para las propias comunidades indígenas y para el virreinato en sí, por más que estas (comunidades) no la entendieran así. Esto se debió a que el virreinato tenía una organización particular basada en pactos entre los diferentes estamentos sociales, en este caso entre las comunidades indígenas y la Corona, donde el tributo garantizaba el correcto funcionamiento del sistema virreinal que se traducía en el mantenimiento de los campos, caminos, puentes, ejecución de obras públicas y el pago a los funcionarios públicos, para el correcto funcionamiento de las instituciones encargadas de la administración pública y la organización económica. Así mismo cabe señalar que la ejecución de esta potencial política fiscal abolicionista no hubiese traído un resultado homogéneo en el sur y el norte peruano, lo que hubiese desencadenado otra serie de conflictos entre los diferentes grupos socioeconómicos. Los efectos de esta medida radical se vieron durante la década de 1810, cuando las Cortes de Cádiz, por solicitud de un grupo de diputados indigenistas y liberales, optaron por abolir el tributo indígena, ignorando arbitrariamente los argumentos de la Real Hacienda del Perú. Si bien las comunidades indígenas recibirían con júbilo estas medidas, incluso obligando a sus autoridades virreinales a ejecutarlas, con el tiempo vieron las consecuencias. Se produjo un ambiente de desgobierno y confusión en muchas comunidades indígenas del Perú, puesto que ellos estaban acostumbrados por siglos a que el gobierno se encargara de suplir todas sus necesidades; pero sin el dinero del tributo, las instituciones comenzaron a funcionar mal, los indios comenzaron a sufrir el cobro de otros impuestos y contribuciones (debido a que ahora eran tratados como ciudadanos Iguales ante la ley y teniendo que adoptar los tributos de la República de españoles en nombre de la Modernización), en muchos casos pagando de su propio dinero los procesos que antes eran gratuitos por ser tratados como “indios” en vez que como ciudadanos españoles. Esto hizo que volvieran a exigir la restitución del tributo, aunque con un monto anual mucho menor, en tanto que anhelaban la restauración del trato "desigual", puesto que la experiencia de la igualdad ante la ley les pareció una ficción propagandística de los constitucionalistas españoles y liberales hispanoamericanos para abolir las leyes particulares de sus fueros propios de los indígenas y su Derecho consuetudinario. Esto provocó que irónicamente muchas comunidades apoyaran al Ejército Real del Perú contra lo que se creía era un intento de individualización y usurpación de los derechos comunales de los indios por parte de los liberales (sean reformistas o revolucionarios-separatistas).

antes de qe el congreso de cortes nos hubiese exonerado del tributo, una tasa fija reglaba el pago de los d.ros parroquiales qe con aquella ocasión o tomándose ese por motivo quedo arvitraria, y nosotros expuestos a exivir sien pesos en lugar de seis. Esta perjudicial ciudadanía (española) se acabó ya con el arrivo de nuestro soberano al trono, nosotros estamos reducidos a la antigua clase de tributarios; pues cesando la causa del acresentamiento de dros deben sesar estos y volver a la señalda quota qe antes tenían
I. Catacaos, 1819

#### La moneda

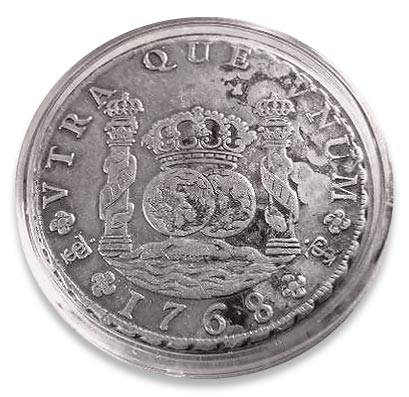
Moneda de 8 reales conocida como Columnario de plata

En un comienzo, durante la conquista, no hubo moneda para el comercio, después aparece la primera expresión de la moneda en el Perú, la callana, que era una pieza rudimentaria fundida con especificación de peso y ley que funcionó en Cajamarca, Lima, Cuzco y Piura. Después se confeccionó el peso, que fue un disco burdamente labrado a cincel, llevando una cruz a cada lado; su valor marcaba 450 maravedíes.
Posteriormente aparecieron los ducados, los escudos y los doblones, que hicieron más expeditiva la transacción comercial. Estas monedas eran acuñadas en las llamadas Casas de Moneda, que empezaron a funcionar alrededor del siglo XVI, especialmente en Lima y Potosí y de menor manera en el Cusco.

### La agricultura y ganadería
La agricultura no tuvo un desarrollo importante en el virreinato. Al igual que en otros lugares conquistados por los españoles, la tenencia de la tierra se trastocó, así como el usufructo que se hacía de ella. Con la llegada de los españoles llegaron también productos vegetales, animales de granja y aves de corral. Desde un inicio los indígenas fueron empleados en las faenas agrícolas y fue a través de esta práctica que pudieron pagar sus tributos. Nuevas técnicas como el barbecho, la rosa y quema así como diferentes instrumentos les fueron dados a los nativos para que explotaran al máximo la agricultura.

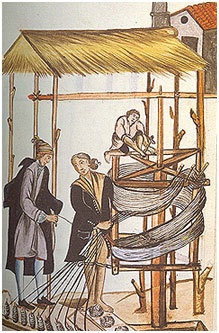
Obraje en el virreinato del Perú.

Las tierras destinadas a la agricultura se encontraban relativamente cercanas a las ciudades debido a que muchos de los alimentos no aguantaban más de cinco días de camino sin malograrse. Alrededor de Lima y Potosí, por ejemplo, hubo grandes hectáreas destinadas solamente a la producción local. Dentro de esta producción no se descuidaron los productos locales como el olluco y la coca. Hacia 1600 la producción local fue lo suficientemente estable como para sustituir las importaciones que se hacían desde la España europea, causando gran molestia a los comerciantes españoles. Es desde entonces que el comercio intraamericano empezó a tener auge, principalmente entre las regiones del Perú, Chile y Centroamérica.

#### Productos traídos por los españoles
- Ganado: Vacuno, lanar, caprino, porcino y equino.
- Cereales: Trigo, cebada y centeno.
- Otros vegetales: Caña de azúcar, lentejas, garbanzos, frijoles, lechugas, col, espinaca, apio, espárrago, zanahoria, nabo, betarraga, rábanos, bananas, naranja, limón, etc.

### Los obrajes
Fueron centros laborales de gran importancia en el virreinato dedicados a la manufactura de textiles e hilos de lana, algodón y cabuya. El primer obraje fue instituido por Antonio de Ribera en 1545. Su número creció rápidamente debido a que las vestimentas tenían gran demanda entre los indígenas mineros (de diferentes calidades: bayetas, jergas, frazadas, alforjas, medias, sombreros, costales). Su producción no pudo superar lo artesanal porque el monopolio peninsular no dejaba que se expandiera o elaborara productos de mejor calidad dentro de sus territorios de ultramar.

## Política lingüística

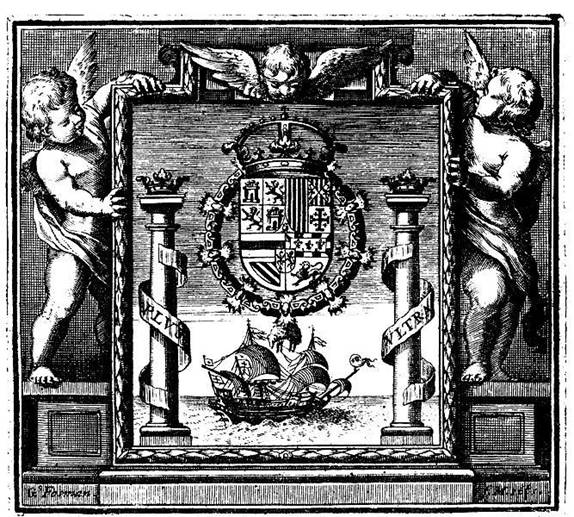
Emblema real del Consejo de Indias

España editó los primeros libros en lenguas indígenas y llevó a América y Filipinas sus primeras imprentas, acorde a los reales edictos al Consejo de Indias, que buscaban la preservación de las costumbres regionales de los dominios de ultramar. Algunos de estos manuales de gramática datan de 1560 (quechua) o 1571 (nahuatl). Pese a lo que se cree erróneamente, la noción de unidad lingüística de los territorios no era un objetivo prioritario durante el proceso conquista y colonización española de América, no era algo perseguido durante el reinado de los Reyes Católicos en sus dominios y es una de las razones por las que actualmente España es un país multilingüe.
Durante el viaje del virrey Francisco Álvarez de Toledo por el interior del Perú, este y sus visitadores se dieron cuenta de que en todos los pueblos de indios hay un predominio de las lenguas nativas (quechua, aimara, puquina, entre otras) sobre el castellano. Está diferencia lingüística es la que hace que muchas veces los funcionarios españoles tengan complicaciones a la hora de comunicarse con la población local y no puedan desempeñarse correctamente en sus funciones administrativas. Si bien se quiso seguir al inicio el ejemplo del Incanato —imponer a los indios la lengua del conquistador— aquella idea se comprobó ineficaz y fue criticada por el clero católico. Ante ello, se decidió la Institucionalización del Quechua.

"Para todos uno era el idioma oficial, como se suele decir, el Quechua, propio de los conquistadores".
De Egaña, 1601

Fue así que así que en 1579 el virrey Francisco Álvarez de Toledo ordena la creación de una “Cátedra de Lengua General” en la Real y Pontificia Universidad de la Ciudad de Los Reyes (hoy San Marcos), asignando consigo un presupuesto importante para el estudio y aprendizaje de las lenguas indias por parte de los académicos españoles. Está medida será reproducida con posterioridad en las universidades de San Cristóbal, San Ignacio de Loyola y San Antonio Abad. El primer catedrático español de la lengua quechua fue el canónigo Don Juan de Balboa. Se estableció estableció que los seminaristas y el estudiantado no podía lograr obtener la licenciatura ni el bachillerato sin haber estudiado primero la “Lengua general de los indios del Perú”, ya que su dominación de este resultaba importante para la administración de las provincias y la evangelización de los indios.

“les da aprobación a aquellos clérigos quando le parece que saben la lengua o oyendole algun tiempo de manera que queden apto para saberla, exercitandole juntamente con la gramatica que el les enseña porque el hablarla o entenderla no lo hace”
Conde de Villardompardo, 1588

En el III Concilio Limense, se estableció que se enseñe a los naturales la doctrina católica por medio de sus lenguas aborígenes, conforme a los decretos 24 y 25 del Concilio de Trento, para que así puedan entenderlo de modo que "al español, en romance; al indio, en su lengua”, lo que inspiró el desarrollo de una bibliografía jesuítica sobre el estudio de la gramática de las lenguas indígenas (quechua, aimara, puquina, guaraní, yunga, enocotica, catamarcana, natixana, mogamana, millcayac, allentiac, etc), como así también fomentarse valiosas obras poliglotas entre los artistas e intelectuales americanos.
Posteriormente, otros virreyes asignarán de manera obligatoria traductores e intérpretes graduados en estas universidades y colegios a cada uno de los altos funcionarios españoles (corregidor, gobernador, protector, alguacil, etc.) de las provincias para que fueran instruidos de manera básica en las lenguas de su respectiva jurisdicción.

"y mandó (el marqués de Montesclaros) a los corregidores alcaldes rejidores y curacas de cada provincia que hablen en lengua general llamada quichua para que hagan los llamamientos y la ejecusion de las ordenanzas correspondientes para el buen gobierno"
Juan Vargas, 1610

Durante todo el siglo XVII bajo la Casa de Habsburgo, los misioneros jesuitas y franciscanos, con su labor apostólica, expandieron el uso del quechua y el aimara más allá del territorio de inflluencia de los mismos Sapa Incas en el Tahuantinsuyo. Llegando a introducir términos quechuas por toda Sudamérica, entre los indios del Paraguay, la Araucanía, los Antis y hasta Bogotá.

"los misioneros jesuitas que habían aprendido el quechua o aymara, llevaron sus conocimientos para impartirlos entre los amerindios de Chile, Tucumán, Colombia y Paraguay".
O'Neill, 1995

En el Acta del Sínodo asunceño, Gobernación del Paraguay, a comienzos del siglo XVII:

"Por haber muchas lenguas en estas provincias y muy dificultosas, que para hacer instrucción en cada una de ellas fuera confusión grandísima y muchos indios poco capaces para entenderla que cada una de ellas era diferente en la sustancia de la otra, de unas que hubiera poco sacerdotes que hicieran doctrina, por no saber la lengua nativa de tantas naciones; ordenamos y man damos que la doctrina y catecismo se ha de enseñar en lengua guaraní, por ser más clara y hablarse casi generalmente en todas estas provincias para lo cual se dan a cada uno de tales curas el suyo, encargándoles, como se les en carga, que vayan aprendiendo la lengua de sus feligreses"

A su vez, los intereses de la Corona Española estaban del lado de favorecer la difusión de la lengua castellana, expidiendo desde 1550 hasta 1782 unas 32 cédulas sobre la enseñanza de la lengua castellana a los habitantes indios, aspirando a integrar a los habitantes indios adultos por todas "las vías posibles" a un plan de castellanización, siempre que "voluntariamente" deseen aprenderlo, otorgando tal deber a las Órdenes religiosas (cuya labor fue crucial para la evangelización y la aculturación del indio a las costumbres occidentales) para acrecentar y perfeccionar la educación "romance" de los niños indígenas y que a través de ellos, sus padres también lo adquieran la lengua. Pero durante principios del siglo XVIII, varios funcionarios civiles y eclesiásticos (de corte regalista) mencionaban con pesar que había un estado de abandono en las escuelas de castellano, habiendo una escasa difusión del idioma castellano entre los americanos, el cual consideraban el medio ideal para mantener la evangelización y civilización de los naturales, aunque no se pusieran de acuerdo en los medios y recursos a emplear para lograr tal objetivo, así como en no estar de acuerdo en cuales serían las causas del retraso de tal expansión de la lengua (pues en las áreas rurales y mayoritarias, alejadas del centro virreinal, el castellano presentaba franca desventaja). Además, en ciertas circunstancias, esas políticas de favorecer el idioma castellano podría llegar a ponerlos en conflicto con los intereses de la Iglesia Católica, más favorable a mantener el status quo lingüístico, por el cual la Santa Sede ordenaba que las órdenes religiosas más bien buscasen adaptarse a las costumbres de los indios para acelerar el proceso de conversión al catolicismo de los americanos, prestándole prioridad al lenguaje en que se difundía el cristianismo en la época, y de paso evitar que las pretensiones Regalistas del poder civil contra el Fuero eclesiástico perjudicaran la armonía de poderes en el Estado confesional. Se anexaba también motivos de dogmas teológicos con respecto a la teología del Verbo Divino y la noción de una Revelación general del verdadero Dios en los indios, que precedía a la revelación especial de Dios Uno y Trino por la llegada de los españoles y el cristianismo; por lo que era un deber místico el que se buscaran las Semillas del Logos divino entre la cultura precristiana de los indios, para así afirmar (por Metafísica) la verdad del Cristianismo como la religión natural de la condición humana, la única verdad perenne. Oponiéndose a las afirmaciones de que los idiomas nativos supuestamente eran incapaces de expresar con precisión los misterios de fe y cuestionar el argumento de que mantener los idiomas autóctonos acercase a los indios a la idolatría.
Sin embargo, durante las Reformas borbonicas y sus tintes Secularistas, muchas cátedras de la lengua quechua cerraron debido a la Expulsión de los jesuitas de la Monarquía Hispánica de 1767 (una de las razones para estas movidas anticlericales fue que el clero era causante del fracaso de la política de castellanización). Así, la política lingüística de la Monarquía, que hasta 1770 era indigenista y favoreció antes el desarrollo de las lenguas indígenas generales que la difusión y asentamiento del castellano en América, pasó por un período de indefinidad en su política lingüística, debido a las pretensiones del modernismo borbónico por una sociedad monolítica, deseosos de evitar las desigualdades ante la ley por culpa de las tradiciones heterogéneas de sus súbditos. Siendo así que se dio un Real Edicto el 10 de mayo de 1770 sobre promover el castellano “para que en los reinos de las Indias se destierren los diferentes idiomas de que se usa, y solo se hable el castellano” debido a ser "propio de monarcas y conquistadores", por medio de organizar la educación sistemática de los niños, y alentar a los adultos indígenas, a que aprendan la lengua castellana, en reemplazo de las numerosas lenguas indígenas que perturbarían la eficiencia administrativa, aunque dispone tolerar curatos indígenas en los sacerdotes de más mérito, pues se arguía también que "es cierto que el pastor debe entender a sus ovejas", pero dicha medida fue una pretensión que no tuvo cumplimiento efectivo, habiendo interpretaciones y ejecuciones diversas de la ordenanza, y a la larga, su impopularidad por su impracticidad, hizo que se siguiera usando las lenguas regionales y se apelara al lema de protesta Se acata, pero no se cumple ante la inviabilidad de la cédula. El fiscal Tomás Álvarez de Acevedo en la Real Audiencia de Charcas comunica su "extrañeza" por el poco efecto de las provisiones reales y ordenanzas.

"Y que los muy reverendos arzobispos y reverendos obispos concurran a este efecto por sí y por medio de insinuaciones afectuosas a los padres de familia y encarguen a los curas [que] persuadan a sus feligreses con la mayor dulzura y agrado la conveniencia y utilidad de que los niños aprendan el castellano para su mejor instrucción en la doctrina cristiana y trato civil con todas las gentes"

Posteriormente, tras la Rebelión de Tupac Amarú II en 1780, el virrey Jáuregui, por disposición del visitador Areche expidió una ordenanza, fechada el 29 de marzo de 1784, por el cual se prohibía, suprimía y condenaba a toda institución o persona que difundiera las lenguas de los indígenas.

“Y para que estos indios se despeguen del odio que han concebido contra los españoles y sigan los trajes que les señalan las leyes, se vistan de nuestras costumbres españolas y hablen la lengua castellana, se introducirá con más vigor que hasta aquí el uso en sus escuelas bajo las penas más rigurosas y justas contra los que no las usen después de pasado algún tiempo en que la puedan haber aprendido […] que hablen en ellas dicha lengua castellana…”
Areche, 1781

Pese a esos intentos de uniformidad lingüística por parte de los Borbones y sus aspiraciones centralistas, vislumbradas por el Decretos de Nueva Planta, de homogeneizar el Imperio español bajo la cultura de la Corona de Castilla para la consolidación de una Nación unificada y moderna, no pudieron conseguir su objetivo de Modernización política, ya que el número de hablantes de lenguas indígenas era muy superior, y su uso estaba tan arraigado y extendido entre la población indígena, española, criolla, mestiza, y hasta negra, que lo único que consiguieron fue crear un ambiente de confusión, resentimiento, y caos, por lo que retrocedieron en sus políticas con la llegada del virrey De Croix-Heuchin para la década de 1790. Además, Carlos III recapacitaría de las medidas que adoptó, en gran medida por la rebelión de Tupac Amarú, y emitió una cédula para todo el imperio que ablandaba los términos de la anterior, donde ordenaba "por los medios mas suaves y sin usar coacción", así como solicitar a los curas y prelados que "con la mayor dulzura y agrado" tenían que convencer a los indígenas de las ventajas civiles y religiosas de aprender castellano.
A pesar de ello, debido a la ausencia de las instituciones jesuitas, los españoles, criollos, y mestizos de las urbes dejaron de aprender estas lenguas y se fueron acostumbrando al predominio del castellano. Mientras que los indígenas y mestizos eran bilingües, aunque el castellano solo lo usaran en privado, mientras las lenguas indígenas a nivel público por la pasión de ser su lengua materna, y que solo los indios que viven en despoblados eran totalmente ignorantes del castellano. Aun así, la necesidad de intérpretes seguía siendo una constante, para el siglo XIX, fue común ver un predominio de las lenguas indígenas, incluso habiendo oficialidad quechua-hablante en el Ejército Real del Perú (como Antonio Huachaca) y continuándose el apoyo a las “cáthedras de lenguas de indios” en 1802.

## La Iglesia en el virreinato

### Ambiente religioso

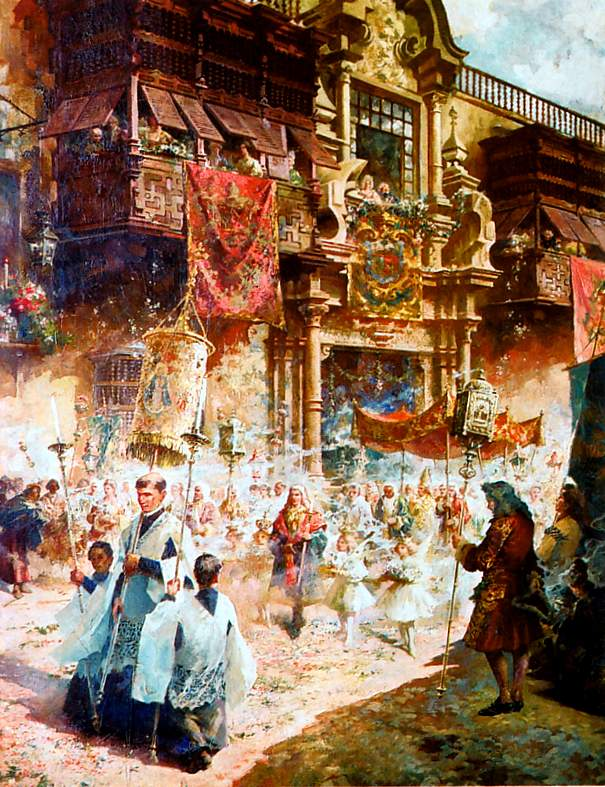
La Procesión del Corpus Christi. Pintura de Teófilo Castillo Guas.

Una de las causas del descubrimiento de América fue la difusión de la religión católica y desde la creación del virreinato peruano la sociedad se caracterizó por profesar el catolicismo y por poseer un profundo espíritu religioso.
En el siglo XVII, la Iglesia católica prosperó enormemente: en Lima, con 26 000 habitantes, contaba con diecinueve iglesias y monasterios y el diez por ciento de su población estaba constituido por sacerdotes, canónigos, frailes y monjas, que penetraron profundamente en la vida del pueblo, en cuyas familias era casi una actitud tradicional destinar a uno de los hijos a la vida religiosa y observar rigurosamente los rezos del Ángelus a mediodía y del rosario, además de asistir a las diversas actividades de culto.
Fundada Lima, se estableció un obispado en 1541 que, en 1548, fue elevado a la categoría de arzobispado, durante el gobierno del pacificador Pedro de la Gasca. Este arzobispado tenía bajo su jurisdicción a todos los demás obispados que, por entonces, funcionaban en la América del Sur, y eran el obispado de Cuzco, Panamá, Papayán, Quito, Charcas y Paraguay. El primer arzobispo fue fray Jerónimo de Loayza hasta que, en 1581, fue nombrado como arzobispo fray Toribio Alfonso de Mogrovejo, considerado el verdadero organizador del sistema eclesiástico en el virreinato, para cuyo efecto reunió en Lima dos concilios provinciales. De acuerdo a esto la iglesia peruana se organizó en arzobispados, obispados y curatos. Se contaba también con los curas doctrineros en las reducciones.

### Las órdenes religiosas

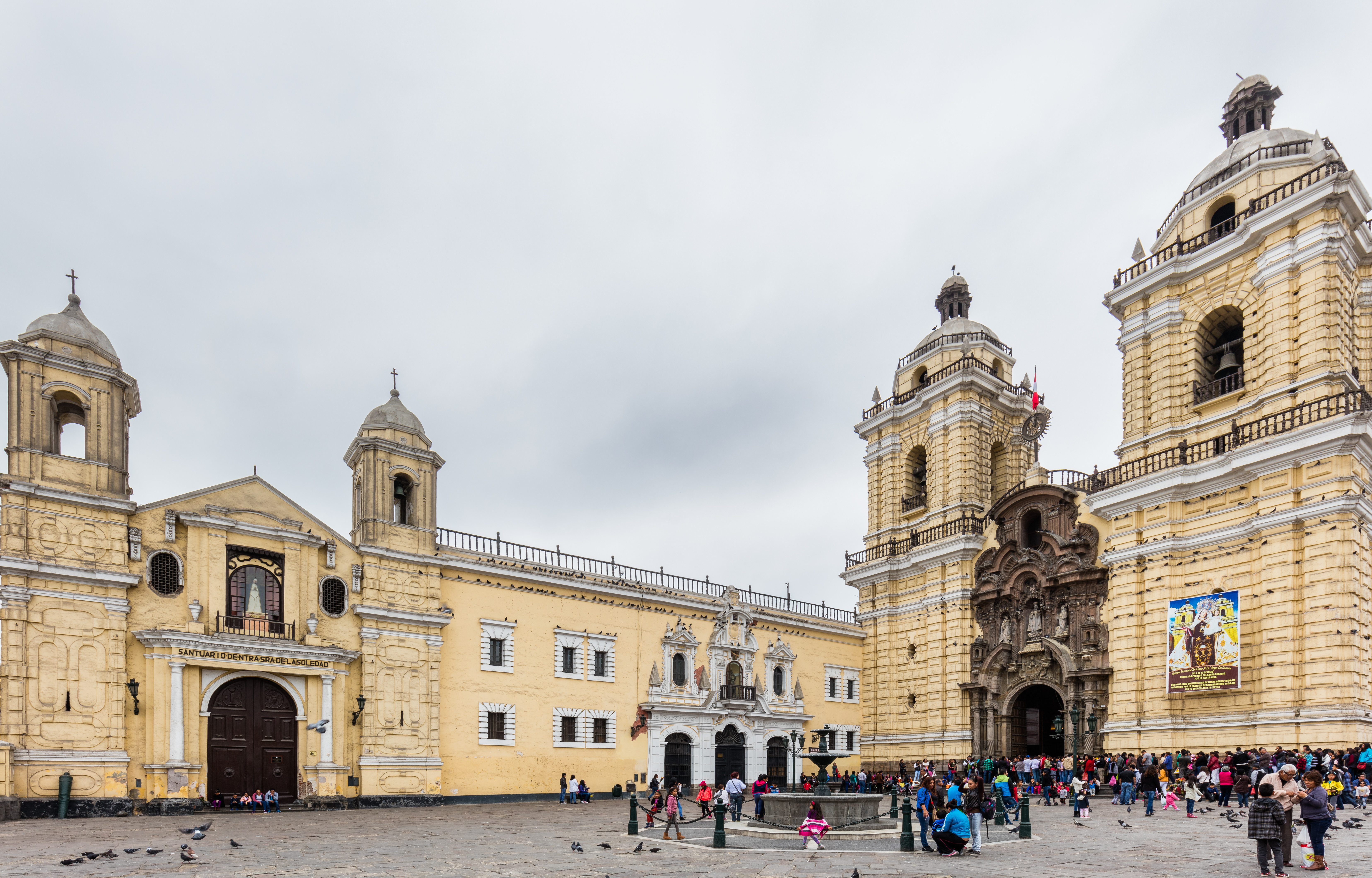
Basílica y Convento de San Francisco, en la ciudad de Lima perteneciente a la orden de los franciscanos.

Junto con los miembros del clero secular llegaron también los religiosos del clero regular organizados bajo la advocación de un santo y que tuvieron como tarea fundamental la propagación de la fe católica y el adoctrinamiento de los indígenas dispersos por todo el virreinato. Todos ellas fundaron conventos y monasterios y edificaron hermosas iglesias en Lima y otras ciudades del Perú.
Las órdenes religiosas que se establecieron en el Perú fueron la Orden de Predicadores o dominicos, la Orden de Frailes Menores o franciscanos, la Orden de la Merced o mercedarios, la Orden de San Agustín o agustinos y la Compañía de Jesús o jesuitas.

#### Dominicos
La Orden de Predicadores fue la primera en llegar al Perú con fray Vicente de Valverde en 1532 (destacada actuación en la captura del inca Atahualpa y primer obispo del Cuzco). Su primer convento lo construyó sobre el templo inca del Coricancha, (Cuzco); fundó en Lima la Universidad de San Marcos (1551) e implementó inicialmente el tribunal de la Santa Inquisición. Destacó por su defensa de las poblaciones andinas, siguiendo la lucha del fraile dominico Bartolomé de las Casas, y por su gran labor de adoctrinamiento de las poblaciones indígenas (fray Domingo de Santo Tomás quien fue el primer fraile en estudiar el quechua).

#### Franciscanos
La Orden de Frailes Menores llegó al Perú en 1533, dedicándose especialmente a las misiones, es decir, a la difusión del catolicismo en el virreinato. Llegó a instalar conventos en Arequipa, Huamanga, Trujillo, Chachapoyas y otras ciudades (construyeron el Convento de Ocopa, en Huancayo). Fue una de las órdenes que más trabajó con misiones a las inhóspitas regiones de la selva.

#### Mercedarios
La Orden de la Merced llegó al Perú en 1533 y su centro de operación fue la ciudad de Lima.
Sin embargo el número de miembros de la orden no fue significativo en comparación con el número de las otras órdenes religiosas. Su carácter misionero hizo que la orden mercedaria llegara a las altas cumbres cordilleranas en búsqueda de nativos americanos para evangelizar. Fueron mercedarios Fray Martín de Murúa, cronista que se dedicó a la recopilación de la historia del Tahuantinsuyo y autor de la crónica "Origen y Descendencia de los Incas" y Fray Diego de Porres, misionero dedicado a la enseñanza de la fe católica, apoyándose en instrumentos nativos como el quipu.
Explotó bienes inmuebles incursionando en las haciendas y otro tipo de negocios (repartimientos, encomiendas). Logró controlar la Santa Inquisición desde mediados del siglo XVIII.

#### Agustinos
La Orden de San Agustín llegó en 1551 y se instaló en Lima como la Provincia Nuestra Señora de Gracia del Perú, y en varias partes del virreinato peruano, principalmente en la Sierra, extendiéndose incluso hasta el Alto Perú. Tomaron a su cargo el célebre santuario de Copacabana, a orillas del Lago Titicaca, a partir del cual predicaron con gran eficacia la doctrina católica a las poblaciones indígenas.

#### Jesuitas
La Compañía de Jesús vino al Perú en 1568, como una organización moderna y poderosa, al servicio de la Contrarreforma, es decir, a la lucha contra los protestantes europeos. Con ese antecedente, tuvo gran empuje en su labor misional en el Perú, asumiendo con gran éxito la administración de haciendas y fundando multitud de colegios (también incursionaron en el estudio del quechua y del aimara). Con los años, esta labor adquirió gran prestigio e influencia en los ámbitos políticos, culturales y económicos locales. Los jesuitas fueron expulsados de España y de América por orden de Carlos III, en 1768, preocupado por el poder que ejercían y las posiciones sobre las libertades políticas que dejaban entrever. Esto constituyó un rudo golpe para la cultura y economía del virreinato.
Estas cinco órdenes proporcionaron la mayor parte de religiosos que asumieron la tarea evangelizadora en el virreinato del Perú.

### Proceso de evangelización
La evangelización en el virreinato del Perú empezó el mismo día en que los españoles arribaron a estas tierras y emprendieron su empresa de conquista. La labor evangelizadora se dio de manera paulatina a medida que llegaban las órdenes religiosas, pero también con cierto desorden pues la dispersión de los misioneros impedía una eficaz labor centralizada. Las primeras acciones importantes de evangelización empezaron después del primer Concilio Limense en 1551. La primera medida a tomar fue el bautizo de indígenas, que en el acto debían abandonar las prácticas autóctonas y todas las formas que iban contra las leyes eclesiásticas y contradecían los mandamientos católicos.

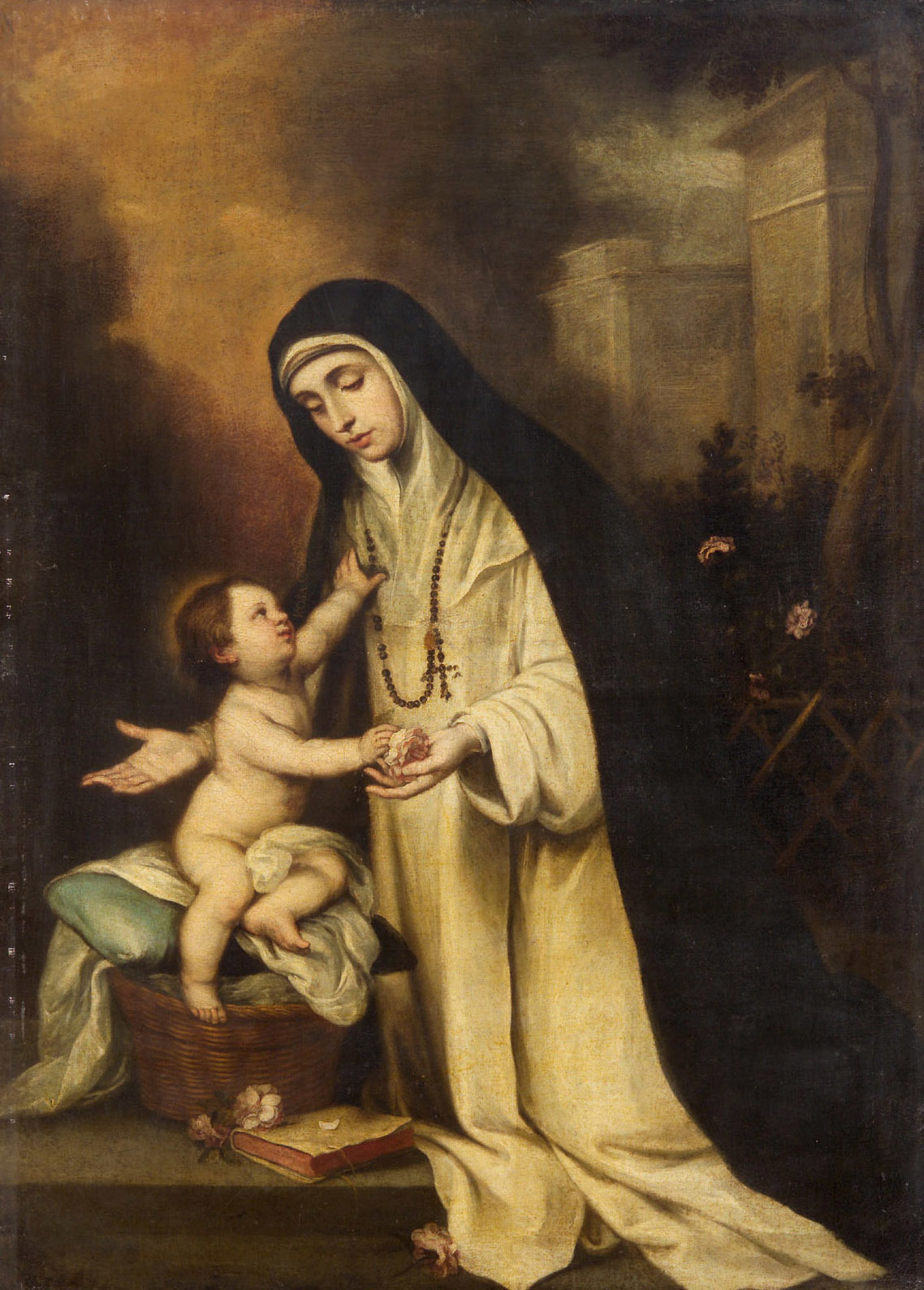
Santa Rosa de Lima, patrona del Nuevo Mundo, Filipinas y las Indias occidentales.

En el segundo Concilio Limense (1567-1568) se retomó la idea de destruir las huacas y de colocar en su lugar cruces o levantar una iglesia o ermita en caso de que la huaca haya sido un importante lugar de culto.
El Tercer Concilio Limense (1582-1583) marcó un cambio significativo en la evangelización peruana. Lo nuevo fue en materia de textos y catecismos. Las distintas órdenes debían utilizar los mismos materiales de enseñanza y adoctrinamiento. Para ello se debía conocer a fondo la lengua quechua (y sus variantes). Los jesuitas fueron los más entusiastas con esta nueva metodología de evangelización debido a que el catecismo era una de sus principales virtudes.
Los materiales visuales fueron especialmente importantes como métodos persuasivos para lograr la conversión de los indígenas. Dieron lugar, también, a la creación de escuelas de artes en el virreinato, como la de Cuzco, que se encargaron de decorar las iglesias, monasterios y conventos. Gisbert señala que el 70 % de los artistas de la escuela cuzqueña eran nativos americanos.
Sin embargo, a principios del siglo XVII los sacerdotes aún estaban destruyendo reliquias incaicas, quemando momias del Incario y descubriendo llamas destinadas a un sacrificio entre las andas de los santos. Fue entonces que el intento de extirpación de idolatrías se hizo más riguroso: los curas destruyeron todo objeto incaico considerado hereje, se obligó a los nativos americanos a asistir a misa bajo pena de azote y a bautizar a sus hijos con nombres cristianos y se persiguió a hechiceros y brujos.

### Santidad en el virreinato
La fe que profesaba la población dio como frutos que en el Perú hubiese la mayor cantidad de santos y siervos de Dios que en todos los virreinatos españoles. La mayoría apareció entre 1570 y 1660, muchos de ellos coexistiendo en la sociedad limeña, tal como fue el caso de San Martín de Porres, San Juan Masías, Santo Toribio de Mogrovejo, San Francisco Solano y, muy especialmente, Isabel Flores de Oliva, virgen y mística que fue canonizada con el nombre de Santa Rosa de Lima, patrona principal del Nuevo Mundo (América), Filipinas e Indias Occidentales.
Factor activo en el acrecentamiento de la religiosidad virreinal fue el terremoto del 31 de marzo de 1650 en el Cuzco, que dio lugar al culto del Señor de los Temblores, y el del 20 de octubre de 1687, en Lima, que originó la festividad del Señor de los Milagros.

### La Inquisición en el virreinato

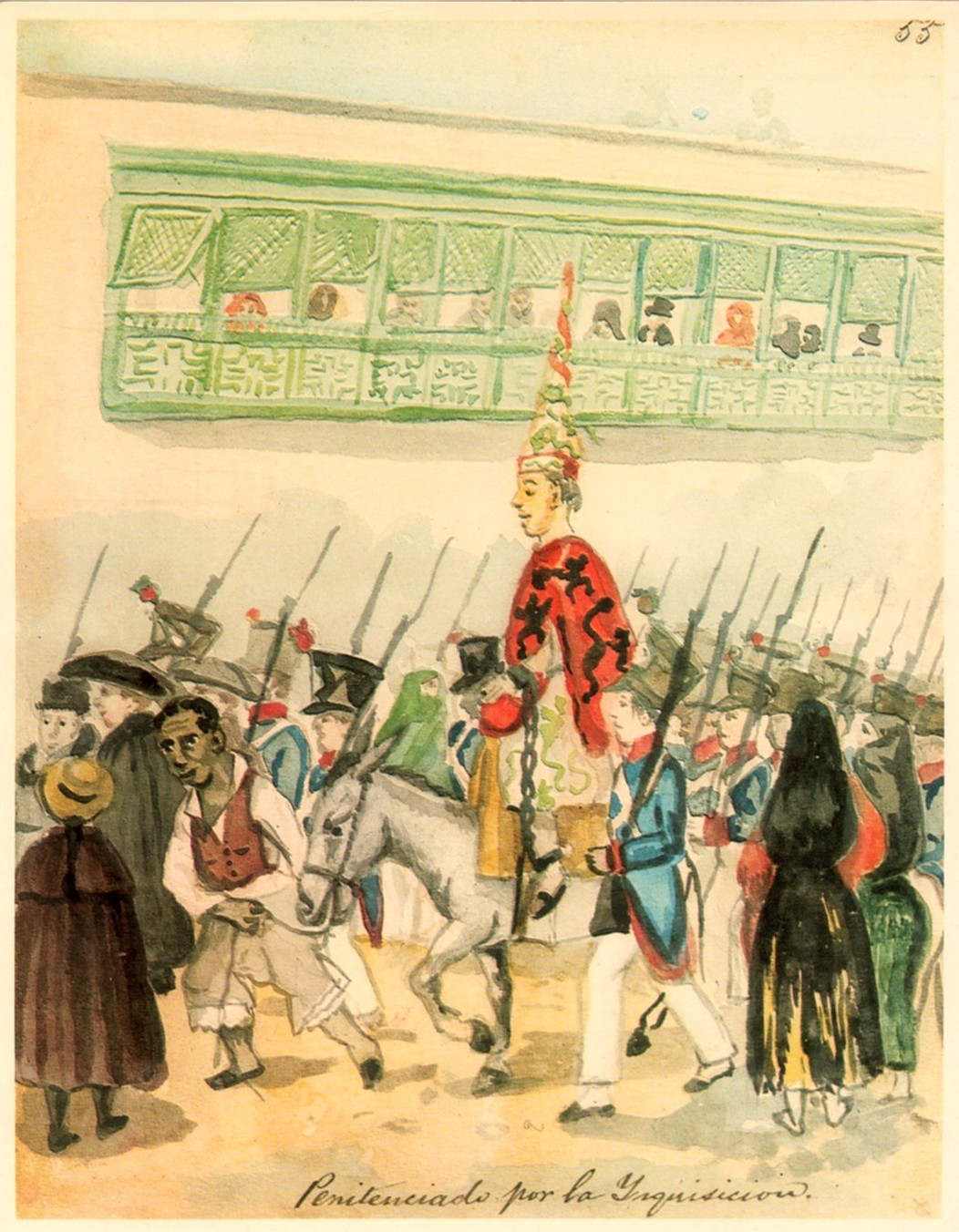
Penitenciado por la Inquisición. Acuarela de Pancho Fierro.

En el virreinato peruano, el Tribunal de la Santa Inquisición se estableció durante el gobierno del virrey Francisco Álvarez de Toledo, por real cédula del 25 de enero de 1569. Empezó a funcionar el año siguiente, en 1570. La jurisdicción de la Inquisición limeña se extendía hasta las audiencias de Charcas, Chile y Quito, que en ocasiones actuaban con gran autonomía, después de que en 1610 se crease un nuevo distrito con sede en Cartagena.
Las acciones de la Inquisición en América se centraron en la población blanca, quedando -por lo tanto- excluidos de sus pesquisas los indígenas, que constituían la parte mayor de la población. La misión primordial de la Inquisición era combatir la herejía pero pronto sus atribuciones se ampliaron a la persecución de la blasfemia, la bigamia o la hechicería. Así, desde el primer momento, los procesos por herejía representaron en el tribunal limeño una pequeña parte del total de causas. Dentro de los condenados por luteranismo fue significativo el número de los extranjeros, incluyendo a algunos corsarios ingleses, entre ellos un sobrino de Francis Drake, tres de los cuales acabaron en la hoguera. Pero el mayor número de condenas a la última pena se dio entre los judaizantes, en su mayor parte portugueses. Solo un natural de Lima fue condenado a la hoguera: el bachiller Juan Bautista del Castillo, por proposiciones contra la fe. El mayor número de causas —blasfemia y delitos relacionados con la sexualidad— perseguía mantener el orden de valores y la moralidad establecidos y se saldaban con la reconciliación y pequeñas penas espirituales.
A partir de 1620 la actuación del tribunal se redujo notablemente, con la excepción del proceso a los judaizantes portugueses de 1639, once de los cuales fueron quemados.
En el siglo XVIII tan solo se celebró un auto público de fe, en 1736, y en él se dictó la última sentencia de muerte, recaída contra la judaizante María Francisca Ana de Castro.
El último autillo de fe se celebró el 17 de julio de 1806. En los tiempos finales se incorporaron a los tipos delictivos algún caso de pertenencia a la francmasonería y lectura de libros prohibidos. En 1813, el Tribunal de la Inquisición fue abolido por las Cortes de Cádiz y la sede limeña fue objeto de saqueo. Todavía fue restablecido tras la llegada de Fernando VII al poder, pero su existencia fue más que nada testimonial hasta su definitiva supresión en 1820.
Este rígido y severo tribunal, cuya jurisdicción se extendía a los territorios de Perú, Bolivia, Chile, Uruguay, Paraguay y Argentina, envió a la hoguera en sus más de doscientos años de existencia a treinta y dos personas, de las que veintitrés lo fueron tras ser condenadas por judaizantes, seis como herejes protestantes —todos ellos extranjeros—, dos por delito de proposiciones y uno por alumbrado. Todos eran blancos y solo uno criollo. Además, el tribunal sentenció a unas 1474 personas a penas diversas.

## La educación en el virreinato
La educación virreinal estuvo sometida a los moldes europeos y se caracterizó por el memorismo, la religiosidad, la rigurosidad y el clasicismo. En ella influenció y desempeñó gran papel la Iglesia a través de sus órdenes religiosas, destacando en esta labor los jesuitas.
La implantación de la educación siguió en orden inverso al de la educación actual, es decir, primero se implantó la educación superior, después el grado intermedio y, por último, la educación elemental.

### Educación elemental o de primeras letras
La educación básica se dio a través de las escuelas conventuales, parroquiales y las escuelas misionales. Allí se enseñaba a leer a los niños, escribir, cantar, así como los preceptos básicos. Las mujeres estuvieron casi marginadas del proceso educativo. También existían colegios menores que eran dirigidos a párrocos e indígenas. Los objetivos eran enseñar a leer, escribir, además, a catequizar.

### Educación intermedia
La educación intermedia en el virreinato del Perú se dio en los colegios mayores y de caciques; estos asumían una mezcla de lo que hoy se conoce como educación secundaria o intermedia.
Los colegios mayores cumplían una suerte de función auxiliar con determinadas universidades, como el caso de los colegios San Felipe y San Martín, que servían de internado para los alumnos de la Universidad de San Marcos.
Entre los principales colegios mayores se puede mencionar los siguientes:
- Colegio Máximo de San Pablo de Lima, de los jesuitas, en 1568.
- Colegio Real y Mayor de San Felipe y San Marcos, en 1575.
- Colegio Real y Mayor de San Martín, en 1582.
- Centro de Estudios del Real Colegio Secular de los Agustinos de San Ildefonso, de la Orden de San Agustín, en 1608.
- Colegio San Francisco de Asís, en Cusco a cargo de los franciscanos, en 1611.
- Colegio San Antonio Abad, de los jesuitas en Cusco, en 1619.
- El Colegio de Yungay, Áncash, fundado el 30 de noviembre de 1614, gracias a la generosidad de doña Inés de Salas Viuda de López de Villoso, quien donó testamentariamente sus haciendas "Santa Catalina" y "Chorrillos" con el objeto de que sus rentas sirvan para la educación de los niños y niñas de la Villa de Yungay. Esta institución educativa fue regentada, en sus inicios, por los frailes dominicos.
- En 1619, los jesuitas establecieron en la ciudad del Cusco el colegio de San Bernardo funcionando continuamente y en 1825, Simón Bolívar, a su paso por la ciudad del Cusco, creó sobre su base el Colegio de "Ciencias y Artes"; pero después del terremoto que asoló a la ciudad del Cusco, y luego de la construcción del nuevo local terminó con el nombre de "Colegio Nacional de Ciencias", que funciona hasta la actualidad. Acumulando un total de 393 años de vida académica.
- Colegio de San Pedro de Nolasco, fundado en Lima, a cargo de los mercedarios, cuyas instalaciones hasta hoy se conservan.
- El Colegio del Príncipe, creado por Real Cédula del Rey Carlos III después de la expulsión de los jesuitas, era el antiguo Colegio de Caciques para nativos americanos nobles, creado durante el gobierno del Virrey Francisco de Borja y Aragón, Príncipe de Esquilache, en Lima. Su equivalente cuzqueño fue el Colegio San Francisco de Borja, destinado a los hijos de los caciques, los cuales recibían enseñanzas del castellano y religión.
- Colegio La Victoria de Ayacucho en Huancavelica, fundado por los jesuitas en 1709.
- Colegio de la Villa de Moquegua, fundado en 1711 por los jesuitas.
- Colegio de Ica, fundado en 1719 por los jesuitas.
- Colegio de San Carlos, fundado en 1770, siendo virrey Manuel de Amat y Junyent, se creó en compensación de la expulsión de los jesuitas y funcionó en lo que hoy es la Casona de San Marcos. Fue en este colegio donde Don Toribio Rodríguez de Mendoza y Fray Diego Cisneros iniciaron los movimientos de la reforma en la enseñanza.
- Colegio Santo Tomás en Lima, a cargo de los dominicos.

Los colegios de caciques como el Colegio San Francisco de Borja en el Cusco, se implementaron, entre otros motivos, como parte de las medidas de extirpación de idólatras, a fin de adoctrinar a caciques e hijos de caciques en la doctrina católica, en la gramática castellana, en el latín, en los cánticos religiosos, etc., y que ellos, a su vez influyan sobre las poblaciones indígenas aún no asimilados al catolicismo. Fueron notables los colegios el príncipe de Lima y San Borja del Cuzco.
Además de estos dos tipos de colegios, existieron en el virreinato los seminarios, que formaban a los futuros sacerdotes. Entre ellos se cuenta el de Santo Toribio de Mogrovejo (Lima), San Antonio Abad (Cuzco), San Cristóbal (Huamanga), San Jerónimo (Arequipa), San Marcelo y San Carlos (Trujillo).

### Educación universitaria

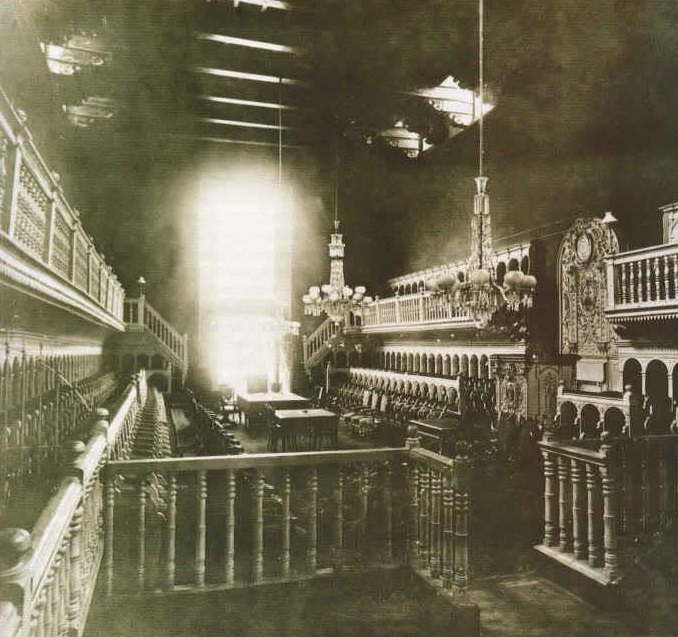
Antiguo salón general de la Universidad Mayor de San Marcos, en Lima.

La enseñanza propiamente superior se brindaba en las universidades. La enseñanza universitaria en el Perú se inauguró en 1551 con la fundación de la 'Real y Pontificia Universidad Mayor de San Marcos' en Lima, por obra de los dominicos, la fue la institución de educación superior más antigua del continente americano y la primera universidad de América que fue oficial y solemnemente constituida, es decir, con todas las formalidades reales y canónicas exigidas en la época.
Otras importantes universidades fundadas en el virreinato fueron:
- Universidad Nacional Mayor de San Marcos, en 1548
- Universidad Santo Tomás, en 1580.
- Universidad Mayor Real y Pontificia San Francisco Xavier de Chuquisaca, actual Sucre, en 1624.
- Universidad de Córdoba, en 1613.
- Universidad de San Cristóbal, en Huamanga, actual Ayacucho, en 1677.
- Universidad de San Antonio Abad, en el Cuzco, en 1692.
- Universidad de San Agustín, en Arequipa, en 1714.
- Real Universidad de San Felipe, en Santiago de Chile, en 1738.

Contribuyeron a la educación, como a la difusión de la cultura en el virreinato peruano, la instalación de la imprenta, en Lima, en 1581, a cargo de Antonio Ricardo. En 1583, previas licencias respectivas, se publicó el primer libro, Doctrina cristiana y catecismo para la instrucción de los nativos americanos, escrito en tres idiomas: español, quechua y aimara (consagrado como el primero de su género en América). Otras publicaciones aparecieron en 1594, en tiempos del virrey García Hurtado de Mendoza, con motivo de la captura del corsario Hawkins.
Los inicios fueron restringidos pues solo se podía imprimir con el permiso y conocimiento de La Corona. Las obras trataban generalmente sobre temas religiosos y gramática quechua. En el siglo XVII la imprenta aumenta su producción y se imprimen libros de interés médico y crónicas históricas; pero cobraría importancia años después con el ingreso del periodismo.

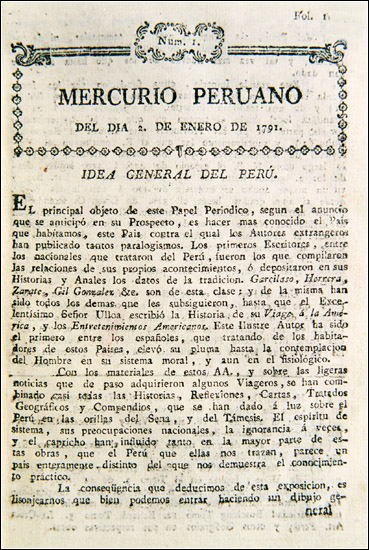
Portada del primer número del Mercurio Peruano.

El periodismo propiamente dicho, hace su aparición en la segunda mitad del siglo XVII, con La Gaceta de Lima, que apareció en 1744, su finalidad informativa fue de carácter local, sin proyecciones a mayor ámbito virreinal y solo se publicó hasta 1777.
Pero el primer diario, en toda su extensión de la palabra, lo fundó un joven de veintiséis años llamado Jaime Bauzate y Meza en 1790; se llamó El Diario de Lima, Erudito y Comercial, el cual insertaba en sus páginas variadas noticias, informaciones y avisos (considerado la primera publicación del continente). Al año siguiente, en 1791, se fundó el periódico más importante en su jerarquía intelectual, cultural y patriótica, El Mercurio Peruano, auspiciado por La Sociedad de Amantes del País y gran difusor de la Ilustración. Le siguen El Peruano, El Satélite del Peruano, La Gaceta del Gobierno de Lima, El Peruano Liberal, El Verdadero Peruano, El Argos Constitucional, El Investigador; que fueron los periódicos que circularon casi al terminar el siglo XVIII y comienzos del siglo XIX; todos ellos difundieron las ideas liberales de la Ilustración, convirtiéndose en los voceros de la actividad independiente.

## Arte y cultura

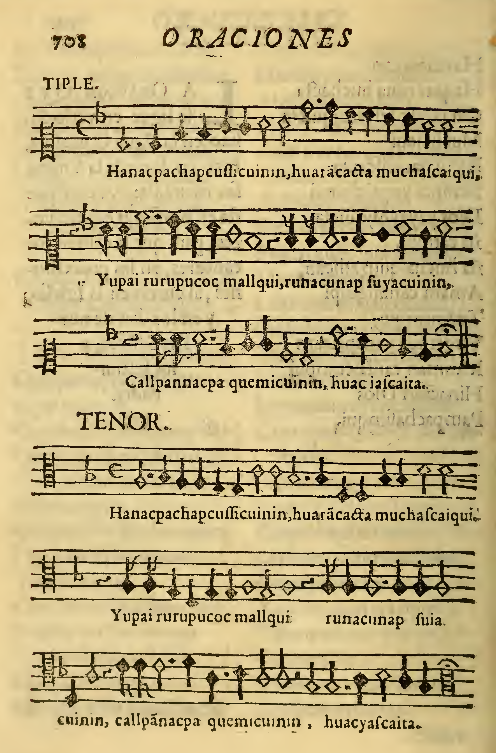
Primera página de la edición original (1631) del Hanacpachap cussicuinin

El arte durante los primeros años virreinales fue exclusividad de los religiosos y su uso tuvo un fin práctico, principalmente en el adoctrinamiento.
La ciudad de Lima jugó un rol preponderante en el desarrollo del arte en el virreinato del Perú. Su rápido crecimiento urbano, la acumulación de riqueza por parte de los encomenderos y la construcción de templos e iglesias fueron motivos para la demanda de pinturas y esculturas de las principales ciudades de los reinos españoles. Especial preferencia se tuvo por las obras provenientes de Flandes e Italia, aunque las obras sevillanas y andaluzas tuvieron igualmente gran demanda.
Lima, como centro político del más importante virreinato durante el siglo XVI, fue plaza importante para destacados artistas que no dudaron en venir y ofrecer su arte a la Iglesia. Destacan Angelino Medoro, Bernardo Bitti, Mateo Pérez de Alesio, entre otros.
Otro rasgo importante en la evolución de las artes durante el virreinato lo constituye la exquisitez de la arquitectura religiosa. Los templos fueron encomendados a alarifes que dominaban las técnicas de la edificación en piedra y barro, por lo que erigieron obras de buena factura, muy superior a las realizadas en otras partes del continente.
En el interior del virreinato la situación no fue diferente. En Cuzco, Arequipa, Cajamarca, Huamanga, Puno y Trujillo hubo una clara tendencia hacia la búsqueda de lenguajes propios, basados en la utilización de elementos locales. La utilización del sillar en Arequipa o la Piedra en el Cuzco es muestra clara de la adaptación del arte europeo y su transformación para el uso local.
El barroco dominó casi por dos siglos las artes en el Perú e impuso su sello en la pintura, escultura, arquitectura, música y literatura.
El siglo XVIII se caracterizó por la llegada de nuevas tendencias procedentes de Francia, Austria y Alemania. Las artes ya no fueron exclusividad de los religiosos, por el contrario, fueron los civiles y la corte los principales compradores de estas tendencias. Uno de estos estilos fue el rococó. Impulsado por los reyes borbónicos, este estilo manifiesta un gusto exquisito y refinado, mostrándose principalmente en la pintura y la arquitectura. Destaca la torre de la catedral de Santo Domingo, bello ejemplo de rococó en el Perú y atribuida al diseño del mismo virrey Manuel Amat y Juniet.
Por otro lado, los indígenas fueron apropiándose poco a poco del lenguaje artístico traído por los españoles. Otros, los más hábiles, lograron plasmar sus creencias en pinturas representativas de la Sagrada Familia, superponiendo para ello elementos andinos sobre figuras sagradas.

### Pintura

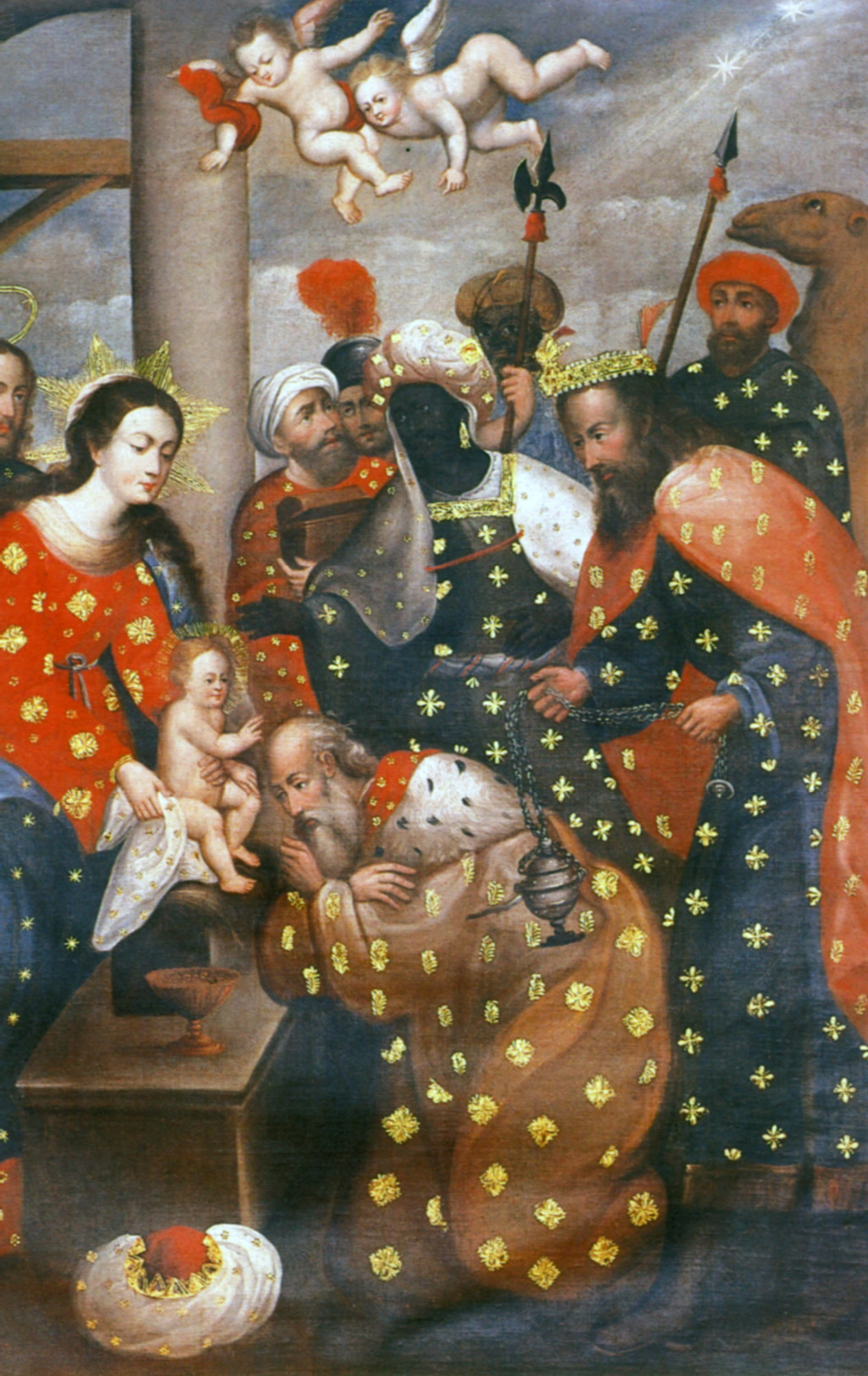
La adoración de los Reyes Magos, pintura anónima realizada entre 1740 y 1760, perteneciente a la Escuela cusqueña de pintura. Es una representación mestiza de una célebre pintura de Rubens.

En la etapa inicial del virreinato la pintura recibió, aparte de la evidente influencia española, una determinada influencia italiana, debido a la llegada de muchos artistas de ese país al Perú. El primer italiano en llegar fue el jesuita Bernardo Bitti, quien desde 1575, difundió su obra por todo el virreinato, a pesar de que su taller se encontraba en Lima. Con la llegada de Bitti se produce la época de mayor auge de la influencia del renacimiento italiano en el virreinato. Junto al maestro jesuita Bernardo Bitti destacan, dentro de la corriente italiana llegada al Perú, Mateo Pérez de Alesio y Angelino Medoro.
Los primeros síntomas de las nuevas corrientes naturalistas barrocas llegaron al virreinato peruano con las pinturas encargadas en 1608 por el provincial de la Orden de Santo Domingo a los sevillanos Miguel Güelles y Domingo Carro para el convento de Nuestra Señora del Rosario o de Santo Domingo de Lima. La serie, dedicada a la vida de santo Domingo de Guzmán, debía constar de cuarenta y un lienzos de los que se conservan treinta y seis. Aunque desiguales de factura, se advierte en ellos una combinación de idealismo aún manierista e incipiente naturalismo muy característica de la pintura sevillana del momento y que iba a serlo también de la pintura local del siglo XVII. En este siglo la proliferación de artistas españoles propició la apertura de varios talleres no solo en Lima, sino también en las principales ciudades del virreinato peruano. Estos talleres tuvieron en Zurbarán (artista español, 1598-1664) uno de sus principales referentes. Muchos de sus cuadros fueron copiados o sirvieron de molde para nuevas producciones. De igual manera, algunas de sus obras llegaron al Perú y fueron motivo de orgullo y satisfacción para la orden religiosa que lo había encargado (En Lima algunas de sus obras se pueden apreciar en la iglesia de la Buena Muerte).
En el siglo XVII, surgió una pintura mestiza, cuya máxima expresión sin duda se dio en el Cuzco; convirtiéndose así en uno de los referentes pictóricos más importantes del virreinato. La presencia de Bernardo Bitti (1583-1585 y 1596-1598) en el Cuzco tuvo un gran impacto en la plástica cusqueña. Sin embargo, a pesar de que el "movimiento italiano" fue base para muchas de las obras producidas en esta ciudad, lo cierto es que se empezó a dejar elementos y a incorporarse otros propios de la región. En otras palabras, se desarrolló con los años una personalidad y lenguaje diferenciado que sin duda reflejan la personalidad de los pintores (la gran mayoría andinos y mestizos) y también cual era su base de inspiración (fue Rubens el artista predilecto por los talleres cusqueños), dando así lugar al estilo denominado “Escuela cuzqueña de pintura“; que se caracteriza por el colorido brillante y profusa riqueza de los retratos y marcos. Sus principales representantes fueron: Diego Quispe Tito, Basilio de Santa Cruz Pumacallao, Juan Espinoza de los Monteros, Marcos Zapata, Basilio Pacheco; aunque la mayoría de los obras de esta escuela es de artistas anónimos fueron los verdaderos impulsores de la corriente cusqueña pues a su trabajo le añadieron los elementos propios de la cultura local.
Durante el siglo XVIII, Lima continuó produciendo pinturas barrocas de gran influencia hispana. Sin embargo el arte ya no fue exclusividad de la iglesia. La corte virreinal y la nobleza tuvieron acceso a la pintura a través de los retratos. Estas pinturas eran más festivas y con un lenguaje pictórico mucho más profuso que el del siglo anterior. Las pinturas de Cristóbal de Lozano y Cristóbal de Aguilar son las más afamadas, pues retrataron a los virreyes más importantes del siglo de las luces.

### Arquitectura

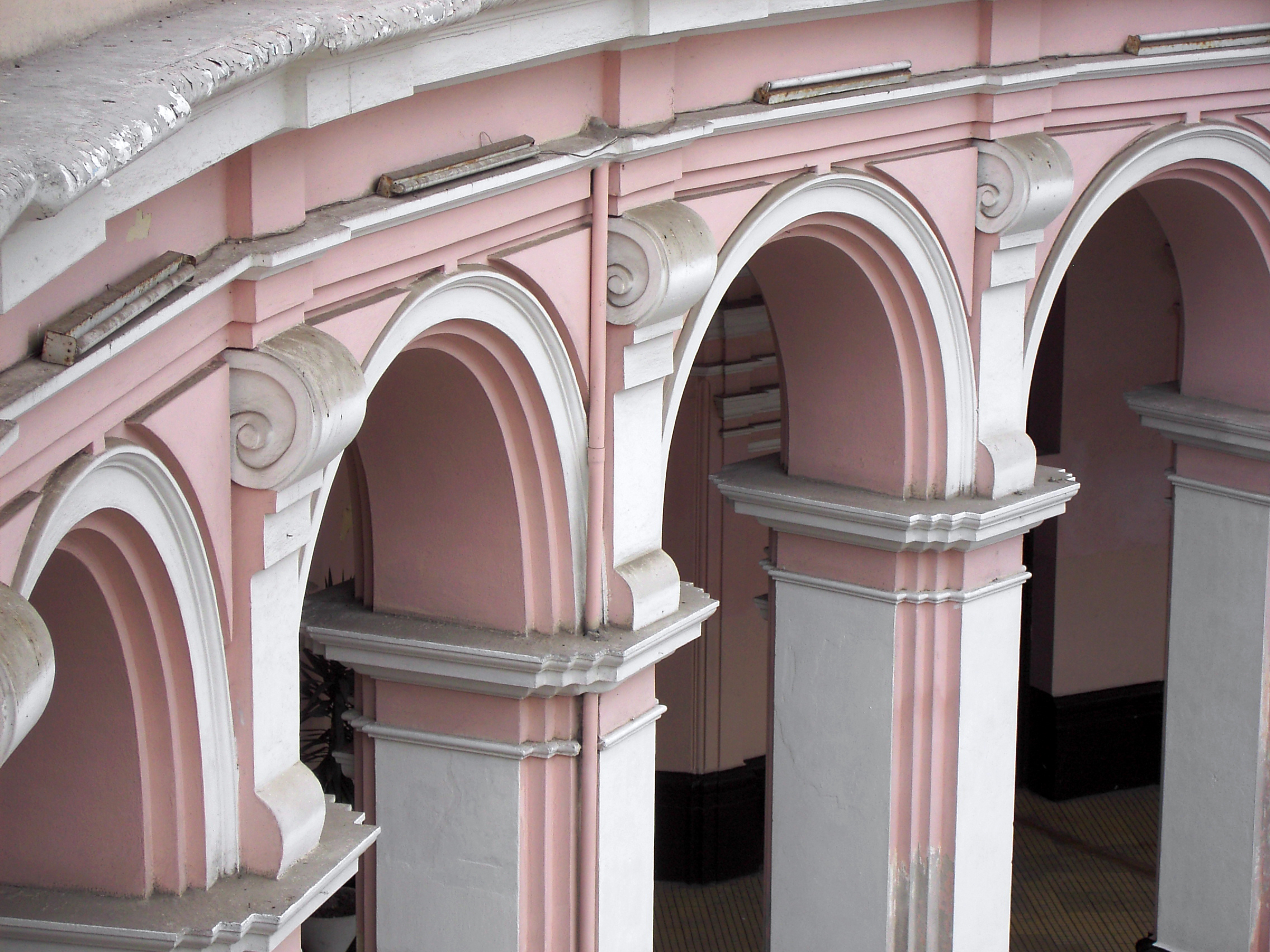
Los claustros fueron uno de los tipos de edificios más difundidos en el virreinato del Perú como el Claustro redondo de Santo Tomás en Lima.

La arquitectura virreinal alcanzó su máxima expresión en la edificación de iglesias, claustros, casas y mansiones señoriales, y en menor medida fortalezas y cuarteles. Su desarrollo fue incentivado fundamentalmente por la actividad religiosa, la cual construyó catedrales, claustros y conventos urbanos y rurales, dispersos por toda su geografía. La mayoría de las iglesias de fines del siglo XVI poseían planta gótico-isabelina con nave alargada y separada por presbiterio o capilla mayor por un gran arco denominado toral. Sin embargo, son pocos los ejemplos de arquitectura del siglo XVI. Algunas casas-patio de Lima y Cuzco, y ciertas iglesias en provincia son la única muestra de las construcciones de aquella época. Del siglo XVI destacan la casa de Jerónimo de Aliaga en Lima, La Merced en Ayacucho, la Iglesia de San Jerónimo en Cuzco y la Asunción en Juli, Puno.
El siglo XVII estuvo marcado por la llegada del barroco. Este estilo llegó al Perú en un momento de gran madurez artística de los alarifes afincados en el Perú. La reinterpretación del estilo y su adaptación al medio local hicieron de la arquitectura virreinal peruana una expresión nueva y original del barroco americano. Mientras el barroco se afianzaba, en el Perú hubo un cambio en la construcción y diseño de las naves. Las iglesias dejarían las plantas isabelinas y se adaptaron a la cruz latina con bóveda de cañón y cúpulas en el crucero. Son ejemplo del barroco San Francisco el viejo, iglesia de las Trinitarias, iglesia de La Merced, la Portada del Perdón de la Catedral de Lima, Santo Domingo, San Francisco, Santa Catalina en Cuzco, etc. A este estilo también pertenece el Palacio de Torre Tagle. Otro estilo que tuvo mucha aceptación en el Perú virreinal fue el churrigueresco, ejemplos de esto lo constituyen los templos de San Agustín y San Marcelo en Lima así como los retablos en pan de oro de muchas de las iglesias virreinales del Perú.

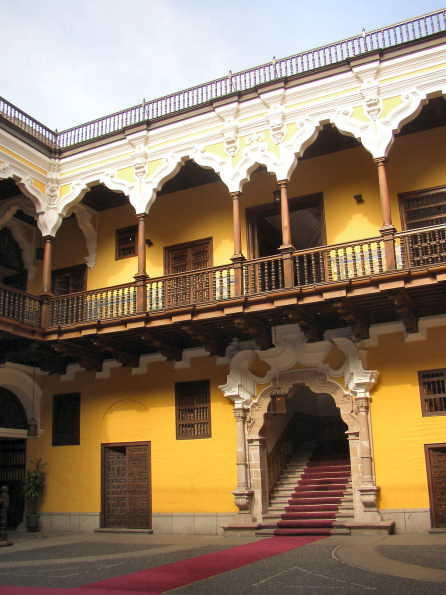
Patio del Palacio de Torre Tagle, una casona virreinal en la ciudad de Lima.

En la segunda mitad del siglo XVIII aparece el rococó por influencia francesa, en el virreinato; dejando ejemplos de su estilo, la iglesia de las nazarenas y la Quinta Presa en Lima; la Casa del Almirante en Cuzco, etc. Al final del siglo XVIII surge el estilo arquitectónico neoclásico que tuvo su inspiración en los moldes de la Grecia antigua y la roma imperial. Corresponde a este estilo los retablos de la Catedral de Lima, la fachada de la iglesia de San Pedro, el altar mayor de la iglesia de San Francisco, etc.
En las ciudades, la vivienda tuvo una fuerte influencia peninsular, especialmente andaluza. Fueron casas de uno o dos pisos, con un zaguán en el ingreso. Usualmente, este zaguán permanecía abierto todo el día pues a él llegaban los vendedores ambulantes o las visitas. Un patio dominaba el ingreso rodeado de los dormitorios y habitaciones principales. En el primer piso se encontraba la sala que usualmente conectaba a un segundo patio y finalmente a la cocina. Muchas casas en Lima tuvieron huertas en las que cultivaban productos de pan llevar. Las casas de dos pisos tuvieron usualmente un balcón cerrado por donde se podía observar la calle. En el siglo XVI y XVII estos balcones poseían celosías, a fines del XVIII y principios del XIX se construyeron bajo los cánones del neoclasicismo y del estilo imperio, imponiéndose el uso de ventanas de guillotina, como se puede apreciar en la Casa de Osambela en Lima. Los balcones de Lima le confirieron a esa ciudad una personalidad propia, ya que en ninguna ciudad americana existieron tantos balcones como en la capital del virreinato del Perú.

### Escultura
La escultura, al igual que todas las artes, fue introducida al virreinato peruano por la iglesia. La escultura virreinal produjo obras maestras, tanto por la delicadeza y la minuciosidad en los detalles, como por la magnífica expresión del conjunto. Se esculpieron, mayormente, imágenes religiosas, para embellecer los altares, en los que predominaba el dorado y la policroma; igualmente, otras estatuas de santos, como aquellas que adornan las fachadas de los templos, a la vez de altares, púlpitos y confesionarios. En todos los casos se empleó mayormente, la madera y excepcionalmente la piedra. La presencia de maestros españoles durante el siglo XVI y principios del XVII consolidó a Lima como importante fuente de producción escultórica.

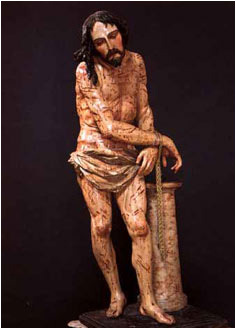
Baltazar Gavilán. Cristo,.

Entre los más importantes escultores del virreinato figuran Juan Martínez de Arrona, excelente ebanista especializado en cajonería religiosa. Su obra más importante es la Cajonería de la Catedral (1608) realizada bajo los cánones del renacimiento pues debía armonizar con el estilo de Francisco Becerra, alarife de la catedral. Otro importante escultor fue Pedro de Noguera, autor de la Sillería de la Catedral (1632), acaso la obra escultórica más bella de Lima construida en el siglo XVII. De los talleres del andaluz Juan Martínez Montañés (1568-1649) destaca el retablo del Monasterio de la Concepción (actualmente se encuentra en la Catedral de Lima). Este gran retablo describe en sus relieves la vida San Juan Bautista y fue enviado, desde Sevilla, durante quince años a la Ciudad de los Reyes (1607-1622).
Otra obra importante es la escultura de Melchor Caffa titulada "El tránsito de Santa Rosa" (1699). De origen maltés, Caffa se educó en Roma, por lo que la obra en honor a la santa peruana posee bastante parecido con la Santa Teresa de Jesús de Bernini.
En el siglo XVII, ocupa un lugar especial la obra del mestizo Baltazar Gavilán. Con un manejo exquisito del barroco, sus obras imprimen un realismo sin precedentes en la plástica peruana. Destacan La dolorosa realizada para el convento de San Francisco y La Muerte, para la iglesia de San Agustín. De 1.95 m, esta escultura representa el fin de la vida (esqueleto con un arco y flecha en la mano) y según una tradición de Ricardo Palma fue el mismo Gavilán víctima de esta obra, pues, cuenta la leyenda, que tras una pesadilla el autor se levantó y a media luz se encontró con la horrible figura de "La muerte", muriendo de la impresión.

### Literatura

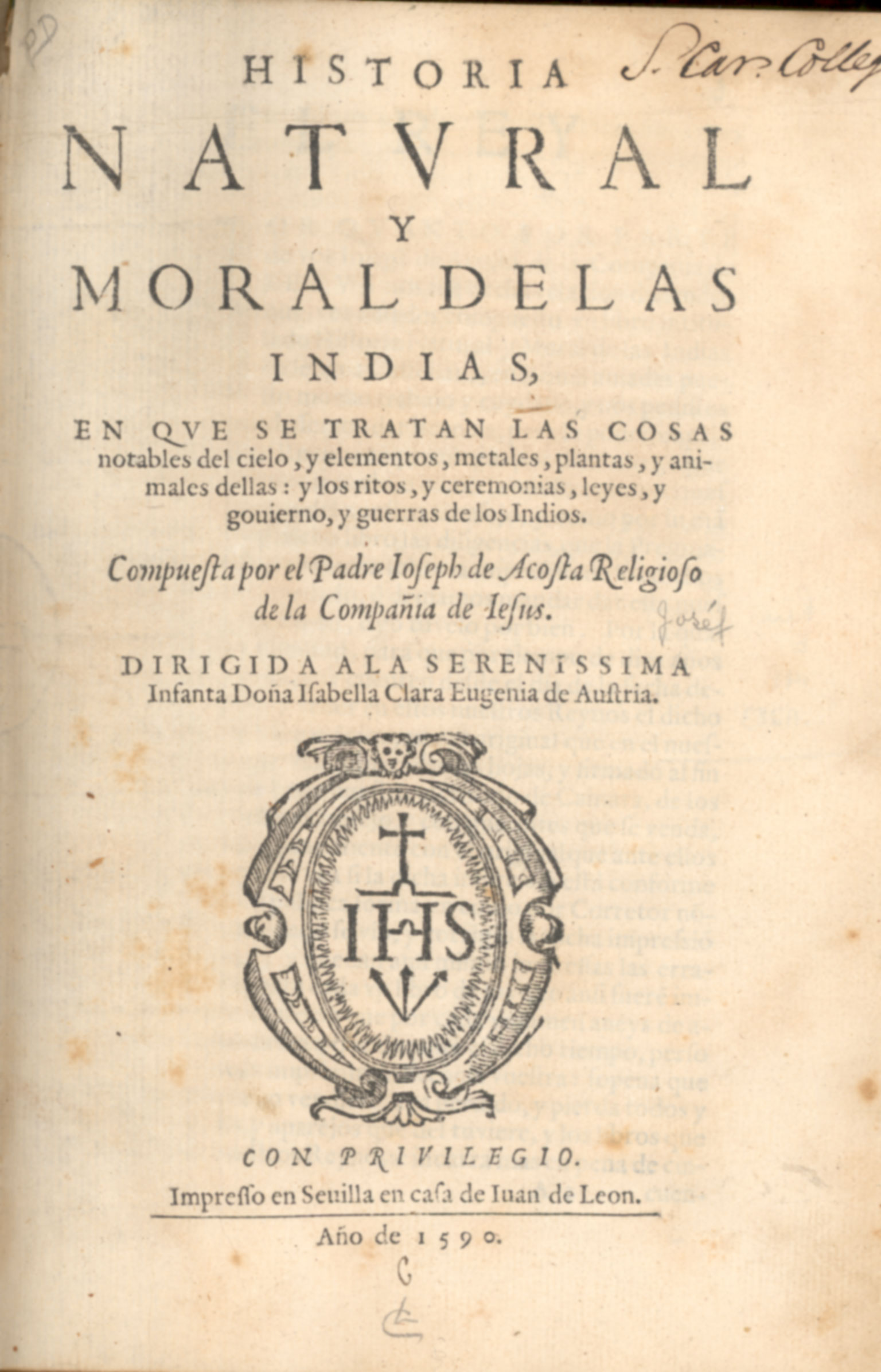
Primera página de la Historia natural y moral de las Indias del padre jesuita José de Acosta.

Las primeras manifestaciones literarias del Perú virreinal recibieron marcada influencia renacentista e italiana, expresada en los depurados modelos grecolatinos en prosa y verso (gusto aristocrático). Luego, el florecimiento de la literatura española entre los siglos XVI y XVII, el llamado siglo de oro, sentaron su influencia sobre las letras peruanas, pero sus características, al fusionarse con el espíritu del Perú virreinal, dieron resultados que prestigian a la literatura mestiza.
Los principales representantes fueron:
- Inca Garcilaso de la Vega, autor de las célebres obras histórico-literarias: Comentarios reales de los incas, La Florida del Inca e Historia General del Perú.
- Juan de Espinosa Medrano, autor de Apologético en favor de Don Luis de Góngora y La novena maravilla.
- Antonio de León Pinelo, autor de Paraíso en el Nuevo Mundo.
- Pedro Peralta y Barnuevo, escribió numerosas obras de las que se destaca Lima Fundada.
- Amarilis, desconocida poeta huanuqueña, que escribiera Epístola a Belardo (dirigida al dramaturgo español Lope de Vega).
- Diego de Hojeda, autor de La Cristiada.
- Juan del Valle y Caviedes, autor de Diente del Parnaso.
- Pedro de Oña, autor de Arauco Domado.
- Juan de Miramontes y Zuazola, autor de Armas Antárticas.
- Diego Dávalos Figueroa, autor de Miscelánea Austral.
- Otros destacables literatos del virreinato del Perú fueron: Juan Dávalos de Ribera, Toribio Rodríguez de Mendoza, José Eusebio de Llano Zapata, Pablo de Olavide, Alonso Carrió de la Vandera y José Hipólito Unanue.

### Teatro
Las representaciones escénicas o teatrales surgieron a comienzos del virreinato. Fueron los jesuitas, hacia el año de 1568, los primeros en inaugurar representaciones al aire libre en la plazuela de San Pedro (Lima). Estas funciones se hacían en las tardes; pero después, se programaron en horario nocturno.
Es así que a inicios del virreinato, las primeras presentaciones teatrales se daban en los atrios de las iglesias, con el público en la plaza frente del templo, con el transcurso de los años, las presentaciones eran sobre tabloides de madera ubicados en el centro de la plaza, finalmente, ya cuando el teatro entra en apogeo, las presentaciones teatrales se daban en coliseos, como el denominado coliseo de las comedias de Lima (las comedias gozaban de la predilección del público antes que el drama). El teatro virreinal principalmente en la Ciudad de los Reyes (Lima) ya se había beneficiado con mejoras en infraestructura hasta el siglo XVIII, desafortunadamente el terremoto de 1746 destruyó el Teatro principal de la ciudad, Inmediatamente fue reconstruido por el dramaturgo e icono de la Ilustración y el pensamiento intelectual rebelde, Pablo de Olavide, lo que originó un conflicto entre la iglesia y la administración virreinal porque los principales templos de Lima demandaban reparaciones, en ese sentido acusaban de gasto impío aquella reconstrucción del teatro, como era lógico el limeño Pablo de Olavide fue señalado responsable, entonces deshonrado Olavide viaja a España y es allí donde reforma la escena teatral con su espíritu rebelde.
El Teatro Principal de Lima, hoy llamado Teatro Segura, aún existe.
Además de Olavide, logró celebridad como dramaturgo el intelectual Pedro de Peralta Barnueva, quien compuso obras que constituyen la representación peruana en el teatro hispanoamericano, como el drama “triunfo de amor y poder”, y la comedia “Afectos vencen fuerzas”.
Asimismo, se destaca el drama incaico, compuesto en quechua, denominado Ollantay, aparecido en el siglo XVIII, donde el párroco Pedro Valdés, quien recogió la leyenda incaica, y la adoptó con mentalidad europea para su puesta en el teatro.
Se destacó en el siglo XVIII a una gran actriz, que se convirtió en un antecedente de las grandes divas que proliferaron en el siguiente siglo: Micaela Villegas y Hurtado (1748-1819), más conocida como La Perricholi, considerada la reina de los escenarios limeños. Fue y sigue siendo fuente de inspiración para una vasta producción intelectual que abarca géneros diversos de obras poéticas, dramáticas, musicales, cinematográficas y de las artes plásticas.

### Oratoria
Durante el virreinato, el ejercicio de la oratoria estuvo circunscrito a la oratoria de carácter religioso y sacramental. En este aspecto destacaron los jesuitas por sus sermones dominicales o en las grandes festividades también se cultivó esta actividad en la enseñanza, especialmente en los colegios máximos y, preferentemente, en la cátedra universitaria.

### Medicina
El conocimiento médico durante el virreinato fue rudimentario y empírico. A pesar de enseñarse en las universidades, la medicina se restringió a aminorar las dolencias que no causaban muerte, como el caso de un resfrío o torceduras de huesos. Cuando el enfermo se agravaba el médico ya no tenía mucho por hacer pues no poseía la técnica ni los conocimientos necesarios para curar enfermedades como el cáncer, hidropesía, apoplejía, "alfombrilla" o tercianas, muy comunes y estudiadas durante el virreinato.
Fue común que los barberos, entre sus muchas actividades, se dedicaran a la práctica empírica de la medicina. Los escritos indican que fueron especialistas en sacar muelas y en preparar ungüentos y "parches" para los huesos. Barbero y médico empírico fue San Martín de Porres antes de consagrarse hermano lego dominico.

## La capital virreinal

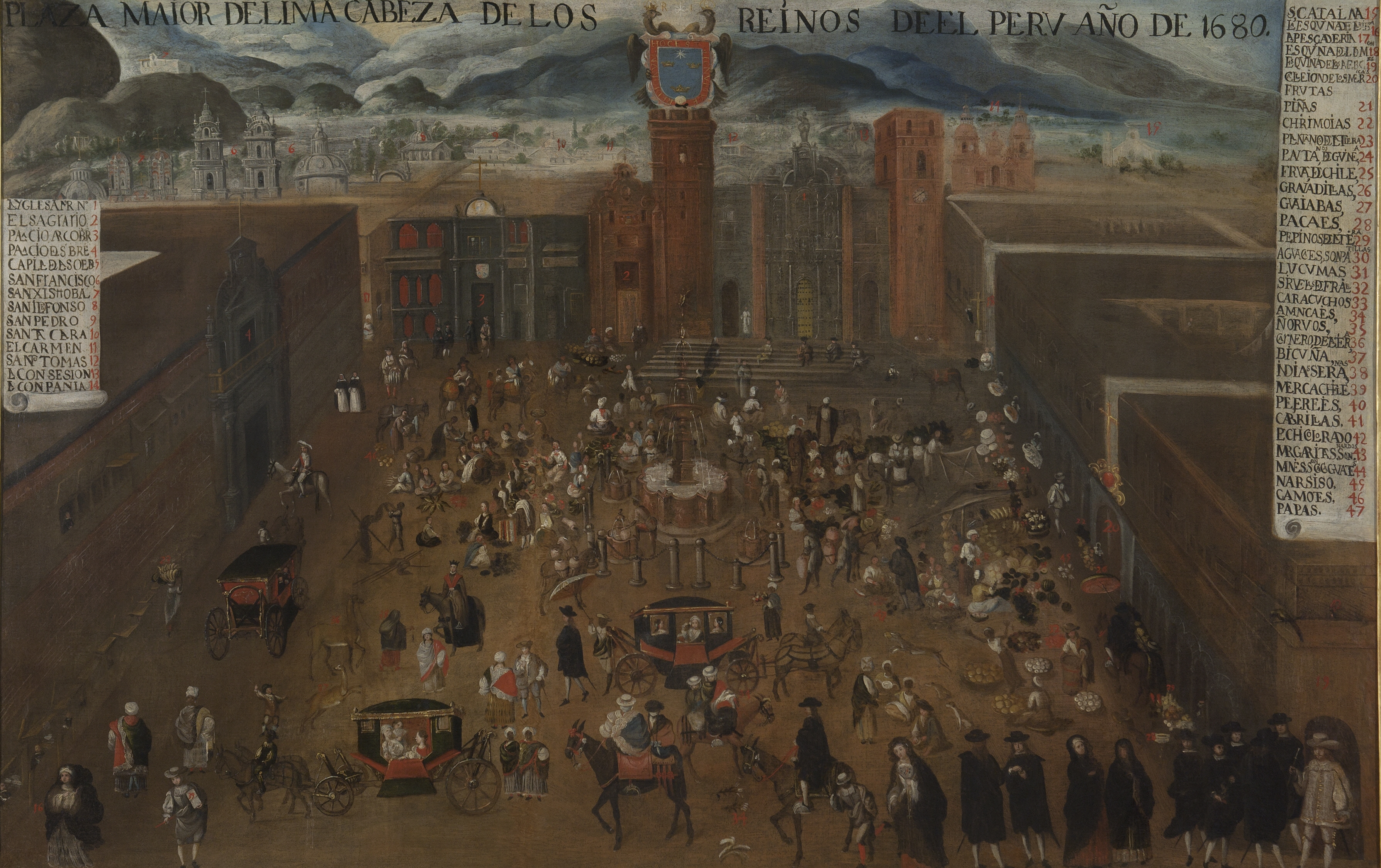
Plaza mayor de Lima Cabeza de los Reinos del Perú. Vista de la plaza principal de Lima antes del terremoto de 1687.

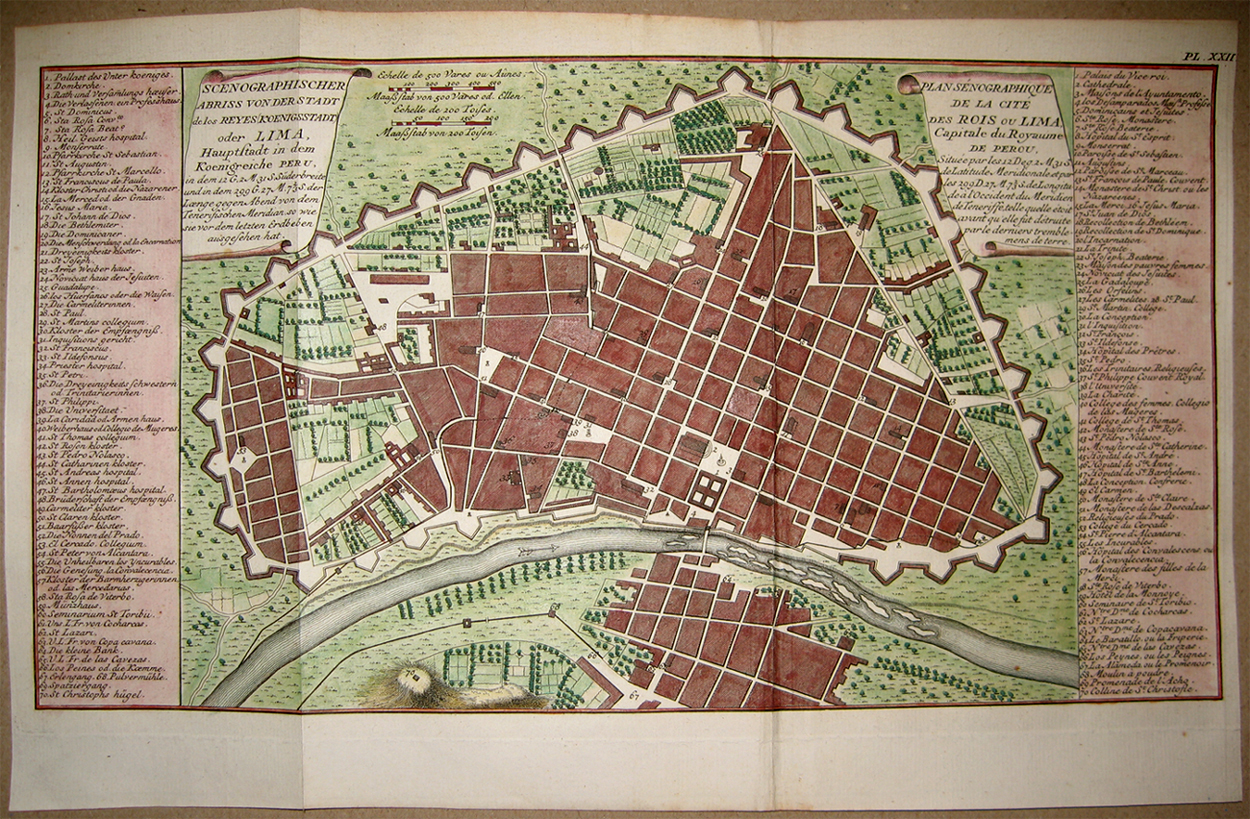
Plano de Lima en 1750, incluyendo las murallas construidas entre 1684 y 1687 por el virrey Melchor de Navarra y Rocafull.

Por decisión de la Corona española, la ciudad de Lima, fundada originalmente con el nombre de Ciudad de los Reyes, fue la capital y el centro político y administrativo del virreinato del Perú. Era la ciudad más rica y poderosa del continente en los siglos XVII y XVIII. El comercio de la zona estaba concentrado en el puerto del Callao al cual llegaban todos los navíos provenientes de Panamá teniendo una suerte de monopolio en el comercio regional, esto provocó el asedio de los corsarios, el más famoso de ellos fue Francis Drake. Para evitar estas invasiones el virrey Melchor de Navarra y Rocafull, duque de la Palata, mandó a construir las célebres murallas limeñas.

### La opulencia de Lima
La riqueza encontrada y extraída del territorio del antiguo Imperio inca, además de los yacimientos minerales de Potosí y Charcas, dio la posibilidad de una vida social intensa y llena de ostentosos dispendios.[cita requerida]
En Lima, la tres veces coronada ciudad, se fue creando un boato, una magnificencia, una opulencia y una vida cortesana de un nivel al que llegaban escasas capitales europeas.[cita requerida]
La autoridad del virrey, como representante del rey era particularmente importante, ya que este destino suponía un ascenso político y social y la culminación de una carrera en la administración indiana.
Las llegadas a Lima de los nuevos virreyes eran especialmente fastuosas. Para la ocasión, se adoquinaban las calles con barras de plata desde las puertas de la ciudad capital hasta el Palacio del Virrey. A todo lo largo de esta misma vía, se levantaban arcos al estilo del Imperio romano,[cita requerida] adornados con pinturas y esculturas. Además, el virrey disponía para su persona de un cuerpo de protección y escolta, la Compañía de Gentiles hombres, Lanzas y Arcabuces.

### Cuzco, postrera capital
Bajo el gobierno del último jefe político superior, el general José de la Serna, la ciudad del Cuzco se convirtió en la capital del gobierno español del Perú durante el Trienio Liberal, estableciéndose allí el 31 de diciembre de 1821, y trasladando la sede del gobierno al Cuzco el 30 de enero de 1822 hasta finalizar todos los actos de gobierno liberal en el año 1824 tras la restauración absolutista, y debido a la capitulación de sus ejércitos en la batalla de Ayacucho, el traspaso de poderes al último representante interino de la Corona Pío de Tristán y Moscoso que acuerda con el ejército libertador acabar con la violencia y todo derramamiento de sangre en el Perú.

### Otros virreinatos
- Virreinato de Nueva España
- Virreinato de Nueva Granada
- Virreinato del Río de la Plata